# Bitva u Midwaye
Bitva u Midwaye (anglicky Battle of Midway; japonsky ミッドウェー海戦, Middové Kaisen) byla významná námořní bitva Tichomořského bojiště druhé světové války, probíhající od 3. do 7. června 1942, šest měsíců po japonském útoku na Pearl Harbor a měsíc po bitvě v Korálovém moři. Americké námořnictvo pod vedením admirálů Chestera W. Nimitze, Franka J. Fletchera a Raymonda A. Spruance poblíž atolu Midway porazilo útočící loďstvo japonského císařského námořnictva pod velením admirálů Isoroku Jamamota, Čúiči Naguma a Nobutake Kondóa a způsobilo japonským letadlovým lodím zničující škody.
Japonská operace MI (MI作戦 MI sakusen), stejně jako dřívější útok na Pearl Harbor, měla za cíl eliminovat strategický vliv Spojených států v Tichomoří, což by Japonskému císařství poskytlo volnou ruku při budování jeho Velké východoasijské sféry vzájemné prosperity. Japonci doufali, že další demoralizující porážka donutí Spojené státy k uzavření míru, a tím zajistí japonskou nadvládu v Pacifiku. Přilákání amerických letadlových lodí do pasti a obsazení Midwaye tvořilo součást celkové strategie „bariéry“, rozšiřující japonský obranný perimetr. Operace měla být také krokem k dalším ofenzivám proti Fidži, Samoi a případně Havajským ostrovům.
Japonský operační plán měl nedostatky, zahrnující chybný odhad americké reakce a špatné počáteční rozmístění japonských sil. Podstatné bylo, že američtí kryptoanalytici dokázali určit datum a místo plánovaného útoku, což umožnilo předem varovanému americkému loďstvu připravit svou vlastní léčku. Bitvy se zúčastnily čtyři japonské a tři americké těžké letadlové lodě. Američané měli navíc k dispozici celkem 126 letadel z Midwaye. V boji byly potopeny čtyři japonské letadlové lodě, Akagi, Kaga, Sórjú a Hirjú, a těžký křižník Mikuma. Spojené státy ztratily letadlovou loď USS Yorktown a torpédoborec USS Hammann.
Po bitvě u Midwaye a vyčerpávajících bojích o Šalomounovy ostrovy přestalo být Japonsko schopné rychle nahrazovat ztracený materiál (zejména letadlové lodě) a muže (zejména vycvičené piloty a technický personál), zatímco Spojené státy, díky svým ohromným průmyslovým a výcvikovým kapacitám, nahradily ztráty mnohem snáze. Bitva o Midway je spolu s Guadalcanalskou kampaní obecně považována za bod zvratu ve válce v Tichomoří.
Po následujících asi šedesát let byla bitva známa hlavně z líčení západních historiků a japonského letce Micuo Fučidy. Ti bitvu popisovali převážně z amerického úhlu pohledu a v zásadě bez znalosti japonských postupů a pramenů ji zahalili do legend, polopravd a pohádek. Pozdější výzkumy (Lundstrom, Smith, Parshall a Tully) ale ukázaly, že se bitva odehrála na japonské straně jinak, než jak ji do té doby západní historikové popisovali.

## Pozadí

Rozsah japonské vojenské expanze v Tichomoří, duben 1942

Po zahájení války v Tichomoří v prosinci 1941 se Japonskému císařství podařilo rychle dosáhnout svých počátečních strategických cílů. Obsadilo Filipíny, Malajsko, Singapur a především Nizozemskou východní Indii (dnešní Indonésii) s jejími rozsáhlými ropnými nalezišti, která byla pro Japonce životně důležitá. Díky rychlému postupu mohlo být předběžné plánování druhé fáze operací zahájeno již v lednu 1942.
Kvůli neshodám mezi císařskou armádou a císařským námořnictvem ohledně další strategie a sporům mezi námořním generálním štábem (軍令部 Gunreibu) a Spojeným loďstvem (連合艦隊 Rengó Kantai) taišó (大将 ~ admirál) Isoroku Jamamota byl příští strategický plán vytvořen teprve v dubnu 1942. Jamamoto nakonec v byrokratickém boji zvítězil poté, co naznačil možnost své rezignace, čím svůj plán pro střední Pacifik prosadil.

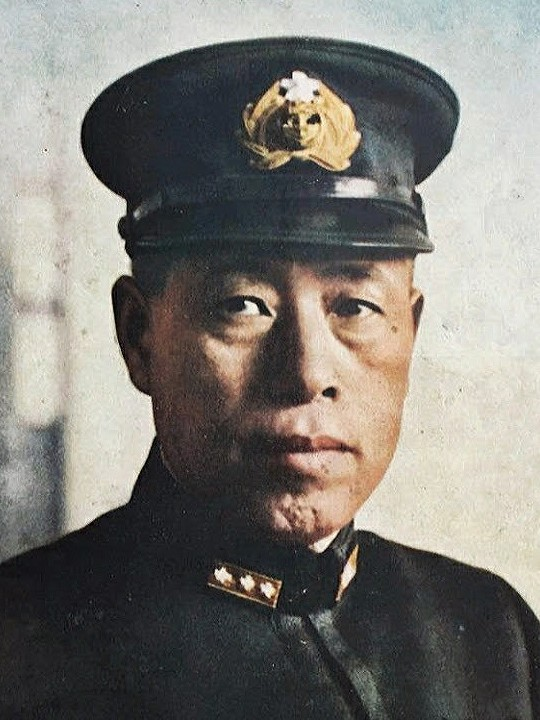
Taišó Isoroku Jamamoto, velitel a duchovní otec operace

Jamamotovým prvořadým strategickým cílem bylo zničení amerických letadlových lodí, které považoval za hlavní hrozbu pro celou tichomořskou kampaň. Tyto obavy značně posílil Doolittlův nálet 18. dubna 1942. Toho dne 16 bombardérů B-25B Mitchell amerického armádního letectva (USAAF), které odstartovaly z letadlové lodi USS Hornet, bombardovalo cíle v Tokiu a několika dalších japonských městech. Nálet, ačkoliv z vojenského pohledu bezvýznamný, japonské vedení šokoval a odhalil mezeru v obraně japonských domácích ostrovů a zranitelnost japonského území vůči americkým bombardérům.
Tento a další úspěšné nájezdy amerických letadlových lodí v jihozápadním Pacifiku ve stylu „udeř a uteč“ prokázaly, že americké letadlové lodě stále představují hrozbu, přestože se zdánlivě vyhýbaly zavlečení do generální bitvy. Jamamoto usoudil, že další letecký útok na hlavní americkou námořní základnu v Pearl Harboru by přiměl americké letadlové lodě k vyplutí. Nakonec však opakovaný přímý útok na Pearl Harbor zavrhl jako příliš riskantní vzhledem k posílení amerických leteckých sil na Havajských ostrovech od útoku 7. prosince 1941.
Jamamoto místo toho zvolil Midway, malý atol na severozápadním cípu řetězu Havajských ostrovů, přibližně 1100 námořních mil (2100 kilometrů) od Oahu. To znamenalo, že Midway byl mimo dosah téměř všech amerických letadel umístěných na hlavních Havajských ostrovech. Z hlediska celkové japonské strategie nebyl atol zvlášť významný, ale Japonci cítili, že Američané Midway považují za důležitý odrazový můstek k Pearl Harboru, a proto jej budou zuřivě bránit. Američané si skutečně uvědomovali význam Midwaye: po bitvě tam vybudovali ponorkovou základnu, umožňující ponorkám operujícím z Pearl Harboru doplnit palivo a zásoby, čímž se jejich operační rádius zvětšil o asi 1000 námořních mil (1852 km). Atol také sloužil jako základna hydroplánů a jeho přistávací dráhy umožňovaly nálety bombardérů na Japonci obsazený ostrov Wake.

### Jamamotův plán: operace MI

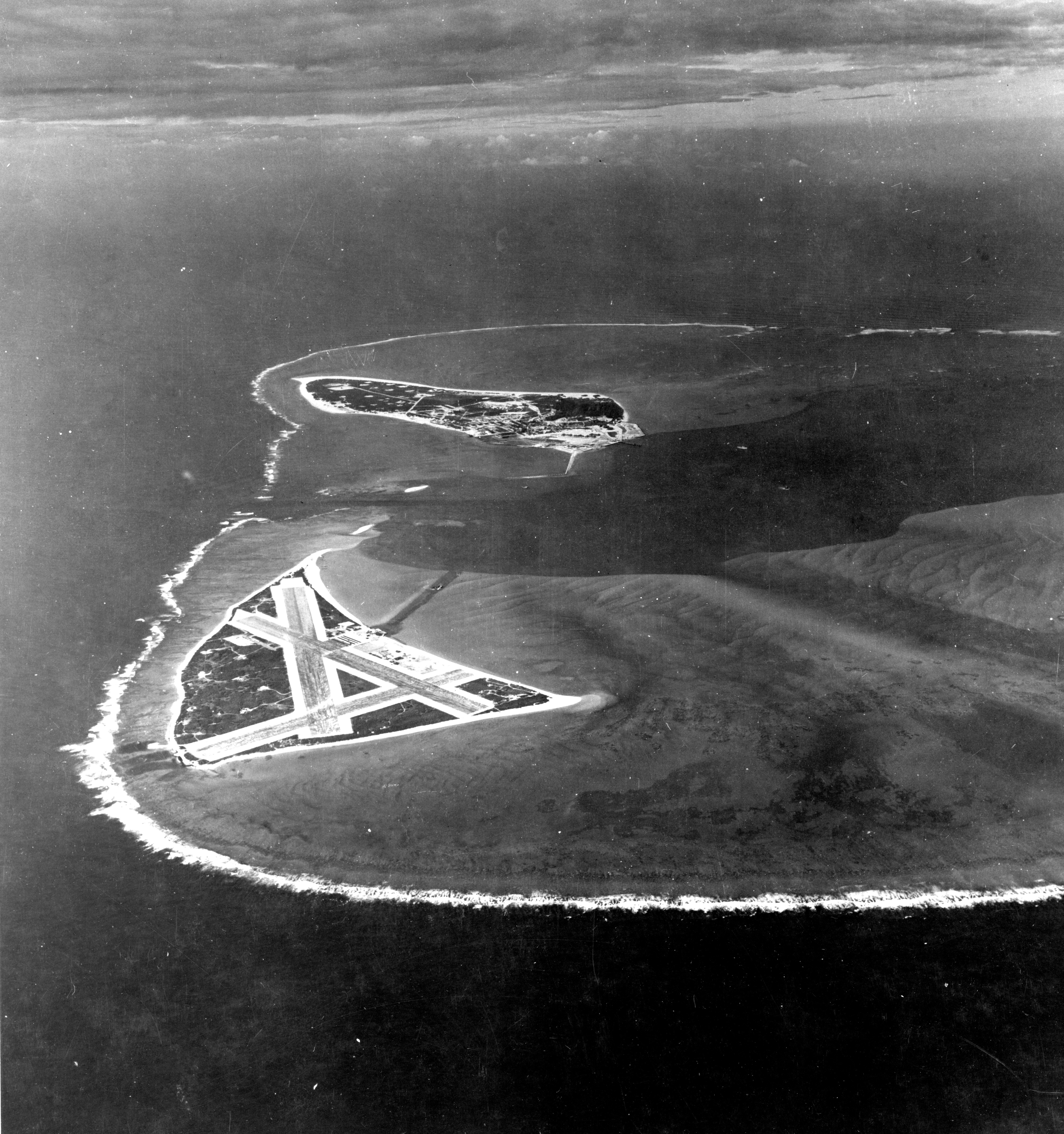
Atol Midway několik měsíců před bitvou. V popředí Eastern Island s letištěm, za ním západně je větší Sand Island

Jak bylo pro japonské námořní plánování během druhé světové války typické, Jamamotův bojový plán pro obsazení Midwaye (pojmenovaný operace MI) se vyznačoval mimořádnou složitostí. Vyžadoval pečlivou a dobře načasovanou součinnost několika bojových skupin, rozptýlených na stovkách čtverečných kilometrů volného oceánu. Jeho návrh byl také založen na optimistických zpravodajských informacích, podle kterých americké tichomořské loďstvo disponovalo pouze letadlovými loděmi USS Enterprise a USS Hornet, tvořícími Task Force 16 (TF 16 ~ 16. operační svaz). Během bitvy v Korálovém moři o měsíc dříve byl USS Lexington potopen a USS Yorktown utrpěl takové škody, že jej Japonci považovali též za ztracený. Po několikadenní provizorní opravě v Pearl Harboru se však Yorktown vrátil do služby a nakonec u Midwaye sehrál rozhodující roli při objevení a následném zničení japonských letadlových lodí. A konečně, velká část Jamamotových plánů byla – v souladu s tehdejším obecným přesvědčením japonského vedení – založena na hrubě nesprávném odhadu bojové morálky Američanů, která měla být oslabená šňůrou japonských vítězství během předchozích měsíců. Japonci začali trpět „chorobou“, později označovanou jako „nemoc z vítězství“. Považovali se za morálně nadřazené a předurčené být prvními na světě, zatímco  Američany pokládali za slabé, dekadentní a vyžilé. V době bitvy u Midwaye „dosáhla tato arogance bodu, kdy ovlivňovala myšlení a činy důstojníků a mužstva ozbrojených sil“. Dokonce i během herní simulace nadcházející bitvy, která proběhla na palubě bitevní lodi Jamato 1. až 4. května, se jakákoliv možnost vážnějších komplikací či dokonce porážky nepřipouštěla a došlo to tak daleko, že v simulaci ztracené japonské letadlové lodě byly svévolně vraceny do hry.
Jamamoto cítil, že k nalákání americké floty do smrtící pasti bude zapotřebí lsti. Za tímto účelem rozptýlil své síly tak, aby jejich plný rozsah (zejména jeho bitevní lodě) Američané před bitvou neodhalili. Jamamotovy podpůrné bitevní lodě a křižníky sledovaly hlavní úderný svaz čúdžó (中将 ~ viceadmirál) Čúiči Naguma v odstupu několika set mil. Americké loďstvo spěchající na pomoc Midwayi měly nejprve oslabit letecké útoky z Nagumových lodí. Poté se měly objevit Jamamotovy těžké lodě a zničit zbytky amerických sil v denní bitvě. Tato taktika byla doktrínou většiny hlavních loďstev té doby.
Jamamoto však netušil, že se nepříteli povedlo rozluštit části hlavního japonského námořního kódu (Američany označovaného JN-25b), což mu prozradilo řadu podrobností o jeho plánu. Důraz kladený na rozptýlení sil také znamenal, že se jeho formace nemohly navzájem podporovat. Například navzdory skutečnosti, že se od Nagumových letadlových lodí očekávalo, že provedou údery proti Midwayi a ponesou první nápor amerických protiútoků, jejich jediný doprovod tvořily pouze dvě rychlé bitevní lodě třídy Kongó, dva těžké křižníky, jeden lehký křižník a dvanáct torpédoborců. Naproti tomu Jamamoto a čúdžó Kondó měli ve svých uskupeních dvě lehké letadlové lodě, pět bitevních lodí, čtyři těžké křižníky a dva lehké křižníky, a žádná z těchto lodí do bitvy nezasáhla. Lehké letadlové lodě krycích sil a Jamamotovy tři bitevní lodě nebyly schopny držet tempo s letadlovými loděmi Kidó butai (機動部隊 ~ mobilní svaz) a proto s nimi nemohly plout v jedné formaci. Velká vzdálenost mezi Jamamotem a Kondóovými silami a Nagumovými letadlovými loděmi znamenala, že Nagumo přišel o významný průzkumný potenciál letounů operujících z Kondóových křižníků a letadlových lodí, jakož i protiletadlovou obranu křižníků a dalších dvou bitevních lodí třídy Kongó krycích sil, což mělo v průběhu bitvy vážné důsledky.

### Aleutská kampaň

Operace v západním Tichomoří, 24. května – 6. června 1942

Aby pro Midwayskou operaci získalo podporu císařské armády, souhlasilo japonské císařské námořnictvo podpořit její invazi na území Spojených států prostřednictvím Aleutských ostrovů Attu a Kiska, součástí začleněného teritoria Aljaška. Japonská armáda tyto ostrovy obsadila, aby udržela domácí japonské ostrovy mimo dosah amerických dálkových pozemních bombardérů operujících z oblasti Aljašky. Japonsko se tak stalo první cizí zemí, která okupovala půdu Spojených států od americko-britské války v roce 1812. Podobně se většina Američanů obávala, že okupované ostrovy budou použity jako základny pro japonské bombardéry k útoku na strategické cíle a města na západním pobřeží Spojených států. Operace japonské císařské armády na Aleutských ostrovech (operace AL) odčerpala ještě více lodí, které jinak mohly posílit loďstvo útočící na Midway. Mnoho dřívějších historických prací považovalo aleutskou operaci za diverzi, sloužící k odlákání amerických sil. Podle původního japonského bojového plánu však měla být AL zahájena současně s útokem na Midway. Jednodenní zpoždění plavby Nagumova úderného svazu způsobilo, že operace AL začala den před útokem na Midway.

## Předehra

### Americké posily

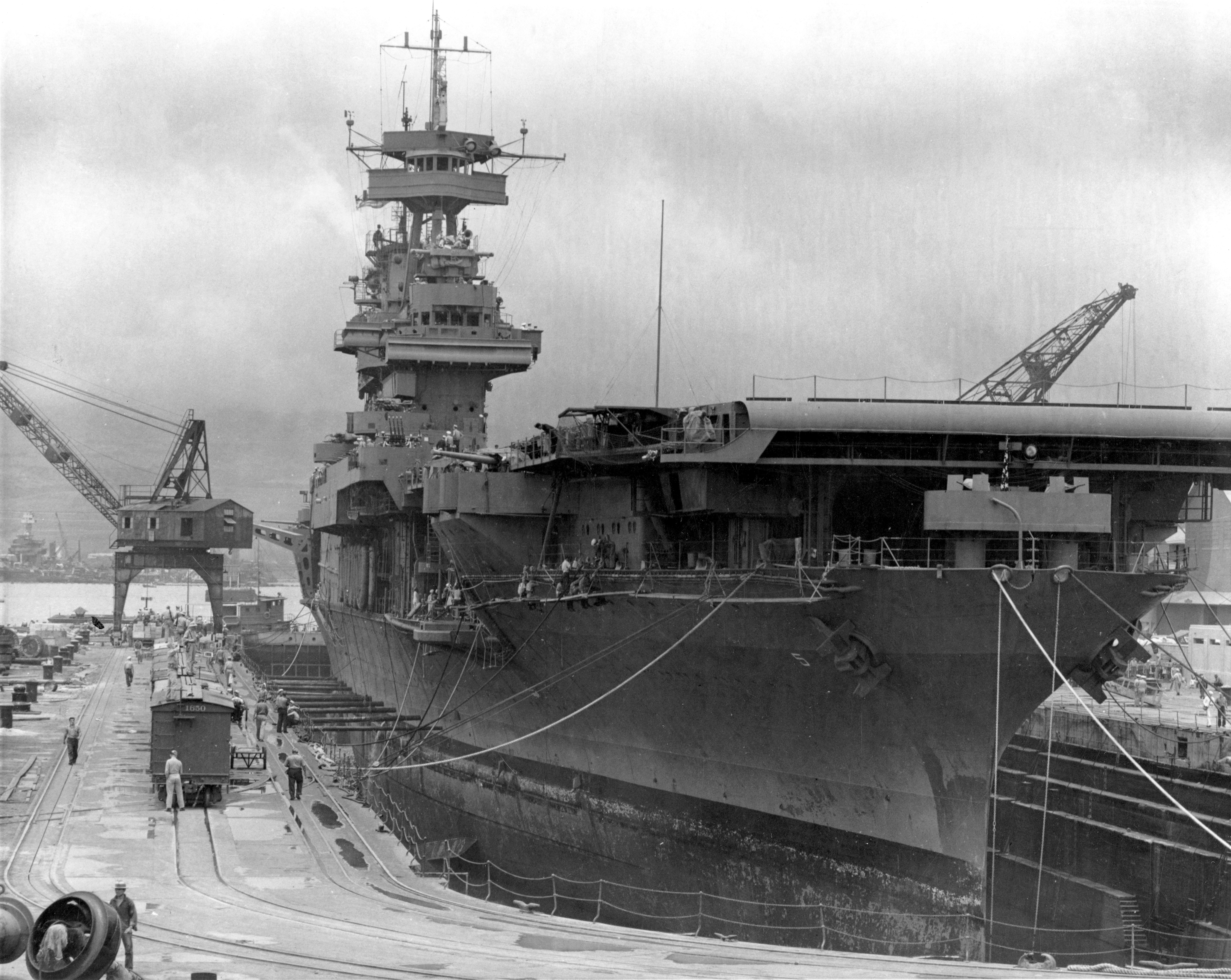
USS Yorktown opravovaný v suchém doku v Pearl Harboru několik dní před bitvou

ADM (~ admirál) Chester W. Nimitz, vrchní velitel tichomořské oblasti, potřeboval každou dostupnou letadlovou loď, aby se mohl pustit do boje s nepřítelem, o kterém se předpokládalo, že bude disponovat čtyřmi nebo pěti letadlovými loděmi. Už měl po ruce operační svaz dvou letadlových lodí (Enterprise a Hornet) VADM (~ viceadmirál) Williama Halseyho. Toho však postihla těžká dermatitida a musel jej nahradit kontradmirál Raymond A. Spruance, velitel Halseyových eskortních křižníků. Nimitz také narychlo povolal z jihozápadního Pacifiku Task Force 17 (TF 17) RADM (~ kontradmirál) Franka Jacka Fletchera, zahrnující poškozenou letadlovou loď Yorktown.
Přestože poškození, které Yorktown utrpěl v bitvě v Korálovém moři, si podle odhadů mělo vyžadovat několik měsíců oprav v loděnici Navy Yard Puget Sound na západním pobřeží Spojených států, jeho letecké výtahy byly neporušené a stejně tak i většina letové paluby. Po připlutí Yorktownu do doku v Pearl Harboru byly okamžitě zahájeny opravy a po 72 hodinách nepřetržitých prací se podařilo loď opět zbojeschopnit. Její stav byl shledán dostatečným na dva nebo tři týdny operací, tak jak to Nimitz požadoval. Letová paluba dostala záplaty, celé vnitřní sekce byly vyříznuty a vyměněny. Opravy pokračovaly ještě po jejím vyplutí, prováděly je pracovní čety z dílenské lodi USS Vestal, která byla sama poškozena při útoku na Pearl Harbor před šesti měsíci.

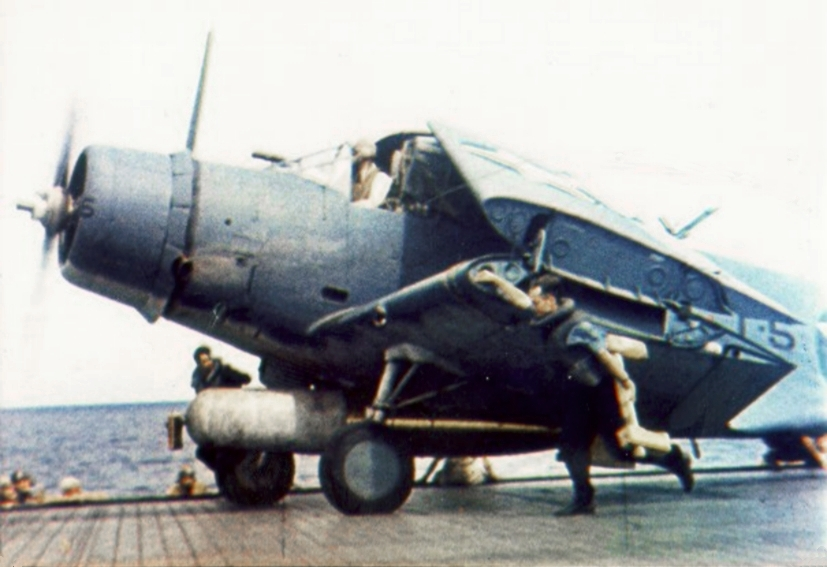
Jeden z Devastatorů eskadry VT-8 na USS Hornet v květnu 1942. Tento stroj T-5 (BuNo 0308) byl ztracen při útoku 4. června

Částečně zničenou leteckou skupinu Yorktownu doplnili pomocí jakýchkoli letadel a pilotů, které se daly najít. 5. průzkumnou eskadru (VS-5) nahradila 3. bombardovací (VB-3) z USS Saratoga. Také 5. torpédovou eskadru (VT-5) nahradila 3. torpédová (VT-3). 3. stíhací eskadra (VF-3) z potopeného USS Lexington s LCDR (~ komandér–poručík) Johnem S. „Jimmy“ Thachem byla přeskupena, aby nahradila VF-42, kterou nesl Yorktown v Korálovém moři. Čtyři původní piloty z VF-3 doplnilo šestnáct veteránů z VF-42 a osm nováčků. Někteří letci postrádali zkušenosti, což mohlo přispět k nehodě, při které zahynul Thachův výkonný důstojník LCDR Donald Lovelace. Navzdory snahám připravit do bitvy také Saratogu (která procházela opravami na americkém západním pobřeží), zdržení vyvolané doplňováním zásob a shromažďováním dostatečných eskortních sil znamenalo, že se k Midway dostala až po bitvě.
Na atolu Midway mělo americké námořnictvo k 4. červnu umístěny čtyři eskadry Consolidated PBY Catalina – celkem 31 letadel od VP-23, VP-24, VP-44 a VP-51 – pro úkoly dálkového průzkumu a šest zbrusu nových torpédových Grumman TBF Avenger od VT-8 z Hornetu. Námořní pěchota zde měla 19 Douglas SBD Dauntless a 17 Vought SB2U Vindicator od VMSB-241 a sedm F4F-3 Wildcat a 21 Brewster F2A Buffalo od VMF-221. USAAF přispěla sedmnácti Boeing B-17 Flying Fortress a čtyřmi Martin B-26 Marauder vyzbrojenými torpédy: celkem se zde nacházelo 126 letadel. Ačkoli F2A a SB2U byly již považovány za zastaralé, námořní pěchota jiná letadla k dispozici neměla.

### Japonská pochybení

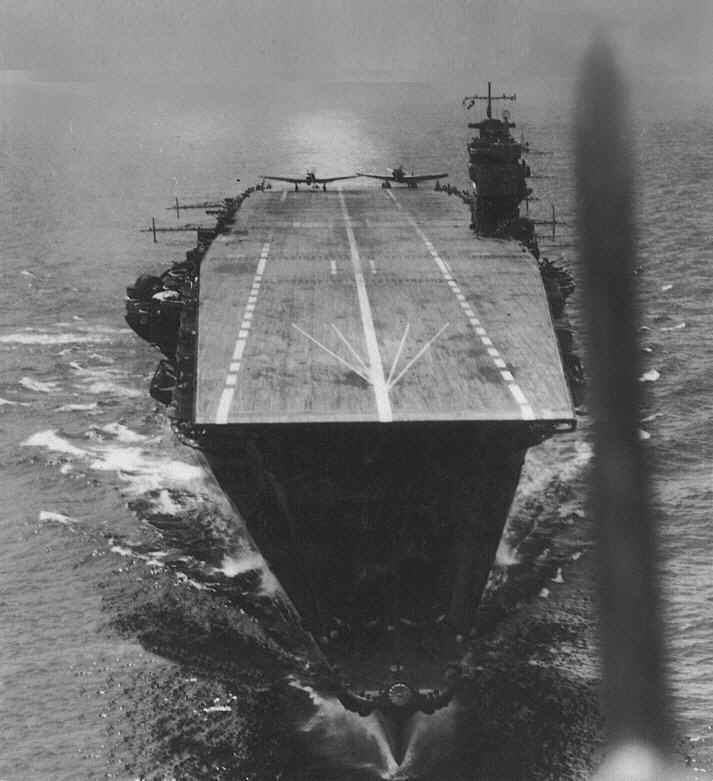
Akagi, vlajková loď japonského úderného svazu letadlových lodí, se účastnila útoku na Pearl Harbor, stejně jako úderů na Darwin, Rabaul a Colombo. Fotografie z dubna 1942

Během bitvy v Korálovém moři o měsíc dříve Japonci ztratili lehkou letadlovou loď Šóhó, zatímco těžká letadlová loď Šókaku byla vážně poškozena třemi zásahy leteckých pum a musela podstoupit několikaměsíční opravy v suchém doku. Ačkoli letadlová loď Zuikaku vyvázla z bitvy bez poškození, ztratila téměř polovinu své letecké skupiny a nacházela se v přístavu v Kure, očekávajíc náhradní letadla a piloty. Skutečnost, že žádné letecké posádky nebyly okamžitě k dispozici, lze přičíst selhání výcvikového programu námořního letectva, který již tou dobou vykazoval známky neschopnosti nahradit vzrůstající ztráty. K nápravě tohoto stavu byli povoláni také instruktoři z Jokosuka kaigun kókútai (横須賀海軍航空隊 ~ jokosucká námořní letecká jednotka).
Historikové Jonathan Parshall a Anthony Tully se domnívají, že kdyby se shromáždila přeživší letadla a piloti z Šókaku a Zuikaku, pravděpodobně by to stačilo na vybavení Zuikaku téměř celou kompletní leteckou skupinou. Nezapomínají však také dodat, že tento postup by byl v rozporu s platnou doktrínou japonských letadlových lodí, která kladla důraz na výcvik a nasazení letadlové lodě a její letecké skupiny jako jednoho celku (naproti tomu americké letecké eskadry neměly „mateřskou loď“ a v případě potřeby je bylo možné přesunout na jinou – jak u Midwaye demonstrovala VF-3). V každém případě Japonci zjevně nepodnikli vážný pokus připravit Zuikaku do nadcházející bitvy.
Tím pádem 5. kókú sentai (航空戦隊 ~ divize letadlových lodí), skládající se ze dvou výše uvedených nejmodernějších letadlových lodí Kidó butai nebyla k dispozici, což znamenalo, že čúdžó Nagumo mohl použít pouze dvě třetiny stavu těžkých letadlových lodí císařského námořnictva: Kaga a Akagi tvořící 1. kókú sentai a Hirjú a Sórjú jako 2. kókú sentai. Svou roli zde sehrála také únava; od 7. prosince 1941 japonské letadlové lodě setrvávaly v téměř nepřetržitém bojovém nasazení, včetně náletů na Darwin a Colombo. Nicméně Dai–iči Kidó butai (1. Kidó butai, jako rozlišení od 2. Kidó butai, která se účastnila souběžné operace AL) vyplula s 248 dostupnými letadly na čtyřech nosičích (60 na Akagi, 74 na Kaga (posílená eskadra letounů B5N2), 57 na Hirjú a 57 na Sórjú).
Hlavní údernou sílu japonských letadlových lodí tvořily střemhlavé bombardéry Aiči D3A1 („Val“) a torpédové Nakadžima B5N2 („Kate“), použitelné i ke klasickému horizontálnímu bombardování. Stíhací složku zastupoval rychlý a velmi obratný Micubiši A6M2 („Zeke“ či „Zero“). Výroba D3A byla z řady příčin drasticky omezena, zatímco B5N se přestaly vyrábět úplně, v důsledku toho chyběly rezervní stroje k nahrazení ztrát. Mnoho letadel používaných během operací v červnu 1942 bylo navíc v provozu od konce listopadu 1941, a přestože se jim dostávalo dobré údržby, řada z nich byla velmi opotřebovaná a stále nespolehlivější. Z těchto důvodů nesly všechny letadlové lodě Kidó butai méně letadel, než činil normální stav, a v jejich hangárech se nacházelo jen málo rezervních strojů či náhradních dílů.

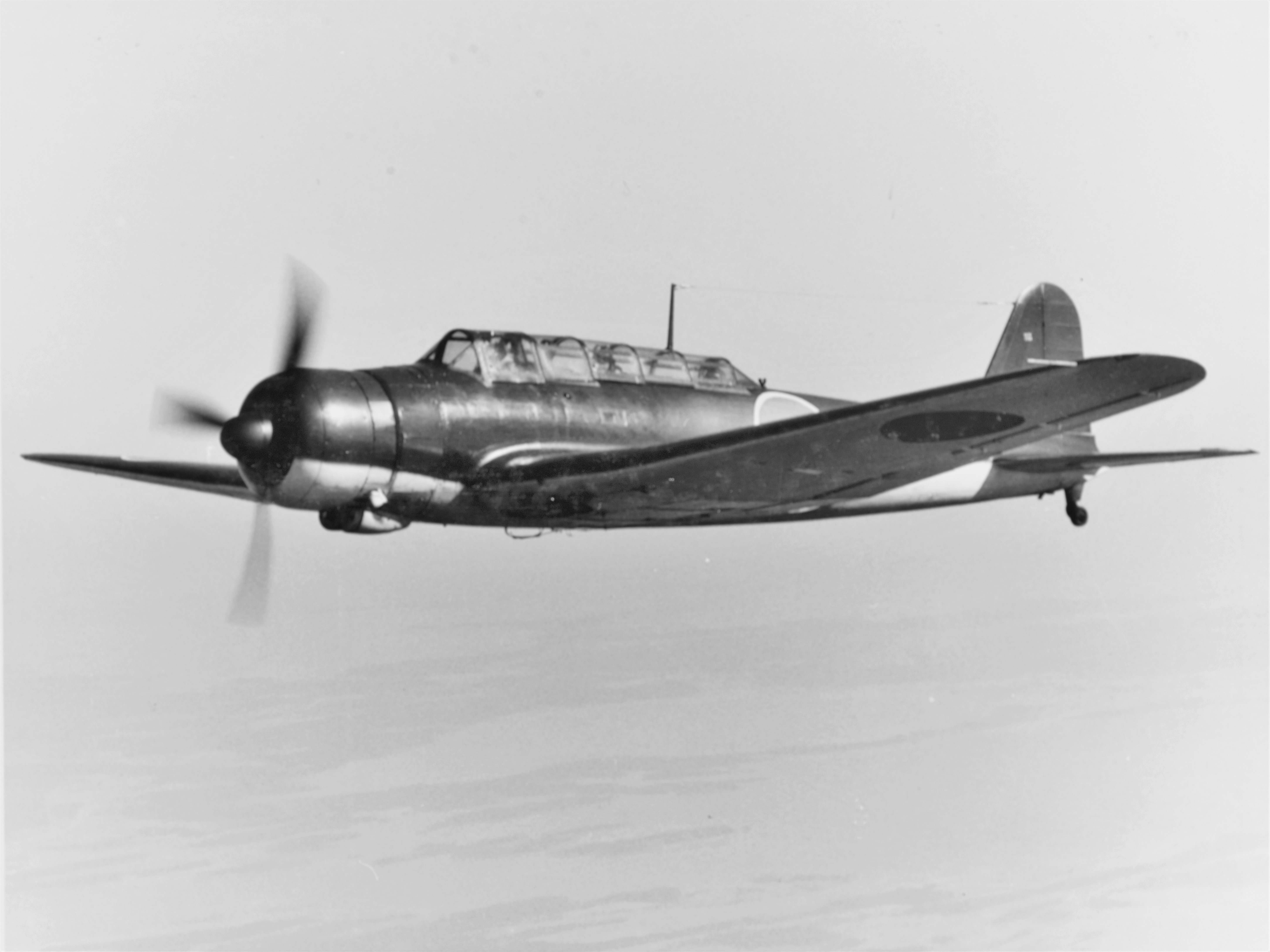
Původně japonský palubní útočný letoun typu 97, neboli torpédový bombardér Nakadžima B5N2 („Kate“), ukořistěný a testovaný Američany v únoru 1943

Kromě toho obranyschopnost Nagumova svazu letadlových lodí podkopávalo několik nedostatků, kvůli nimž jej Mark Peattie přirovnává k „boxerovi se skleněnou čelistí“: „dokáže údery rozdávat, ne však přijímat.“ Japonské palubní protiletadlové zbraně a jejich systémy řízení palby trpěly technickými a jinými nedostatky (poplatnými době), které snižovaly jejich účinnost. Efektivitu leteckého hlídkování omezoval příliš malý počet stíhacích letounů, nedostatečný systém včasného varování a v neposlední řadě absence radaru. Nízká úroveň rádiové komunikace se stíhacími letouny znemožňovala účinné navádění. Eskortní bojová plavidla byla rozmístěna v širokém kruhu okolo letadlových lodí jako vizuální hlídky, místo aby tvořila jejich blízký protiletadlový doprovod, protože jim k tomu chyběl výcvik, vhodná doktrína a dostatek protiletadlových děl.
V nepořádku byl také japonský strategický průzkum před bitvou. Skupina japonských ponorek, které měly vytvořit hlídkový kordón v předkládaných přístupových trasách amerických plavidel, se na pozice nedostala včas (částečně kvůli Jamamotovu spěchu), což americkým letadlovým lodím umožnilo dosáhnout jejich předbitevního shromaždiště (známého jako Point Luck), aniž by je Japonci zpozorovali. Během druhého pokusu o průzkum, součásti operace K, měla skupina čtyřmotorových létajících člunů Kawaniši H8K1 („Emily“) před bitvou prozkoumat Pearl Harbor a zjistit přítomnost amerických letadlových lodí. Také tento záměr byl zmařen, když japonské ponorky mající za úkol doplnit palivo průzkumným hydroplánům zjistily, že na plánovaném místě tankování – dosud opuštěné laguně na Francouzských fregatních mělčinách (atol, jenž leží v severozápadní části Havajského souostroví) – se nyní nacházejí americké válečné lodě. Japonci totiž stejnou misi provedli již v březnu, Američané si následně dovodili, že Francouzské fregatní mělčiny sloužily Japoncům k doplnění paliva, a oblast proto preventivně obsadili. Japonsko tak přišlo o možnost získat jakékoliv informace o pohybu a výskytu amerických letadlových lodí bezprostředně před bitvou.
Japonský rádiový odposlech zaznamenal nárůst aktivity amerických ponorek i rádiové komunikace. Tuto informaci Jamamoto obdržel před bitvou. Japonské plány se nezměnily; Jamamoto, tou dobou se již plavící na své vlajkové lodi Jamato, předpokládal, že Nagumo stejnou zprávu z Tokia obdržel také a nekomunikoval s ním rádiem, aby neodhalil svou pozici. Na rozdíl od dřívějšího názoru historiků Nagumo tyto zprávy před začátkem bitvy skutečně obdržel. Z nejasných důvodů své plány nezměnil ani nepřijal jiná opatření.

### Rozluštění japonského kódu

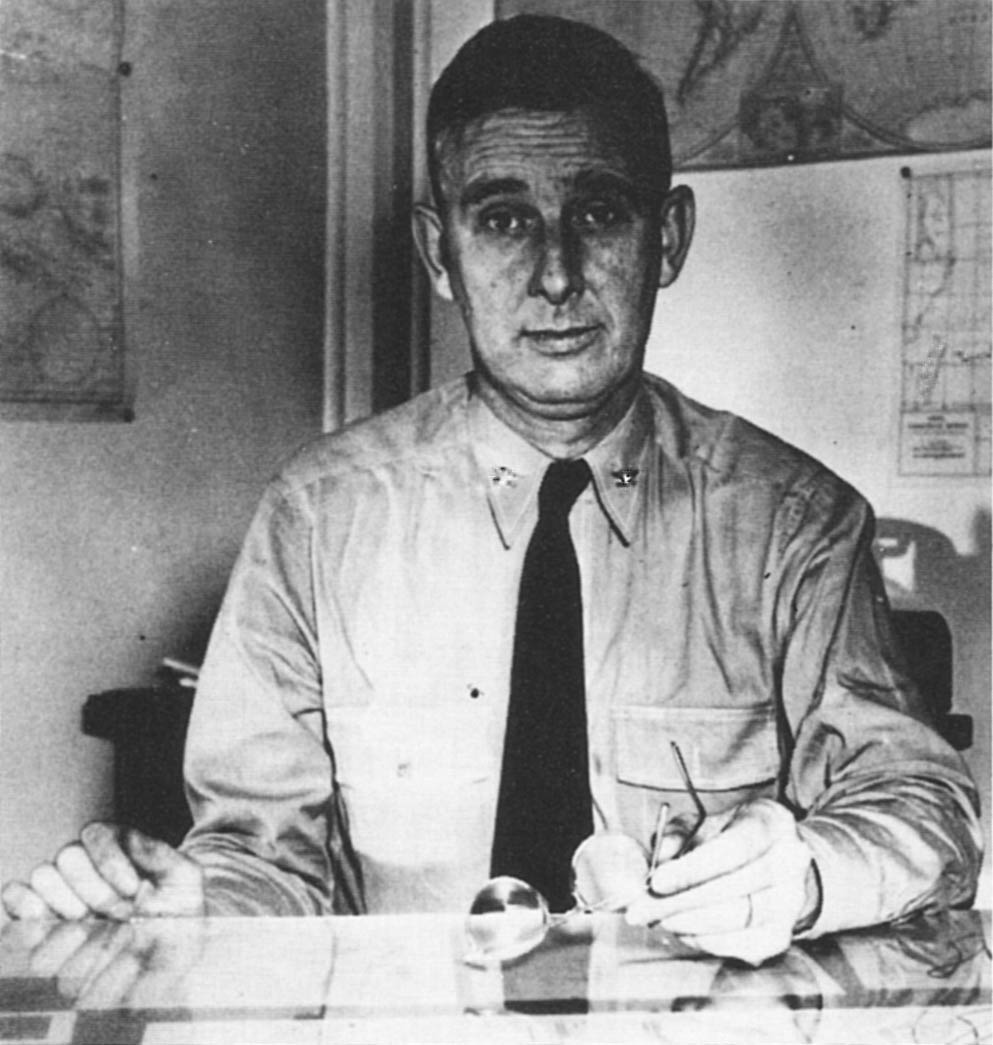
CDR Joseph Rochefort, velitel týmu kryptoanalytiků, kteří rozbili japonský námořní kód JN-25b

ADM Nimitz měl na své straně jednu zásadní výhodu: dešifranti vojenského námořnictva na havajské stanici HYPO částečně rozluštili kód japonského námořnictva JN-25b. Od počátku roku 1942 Američané dekódovali zprávy, týkající se plánované operace s cílem označeným „AF“. Zpočátku netušili, kde se „AF“ nachází, ale kryptoanalytik CDR (~ komandér) Joseph Rochefort a jeho tým na stanici HYPO byli schopni potvrdit, že se jedná o Midway: CAPT (~ kapitán) Wilfred Holmes k tomu použil léčku, když základnu na Midway instruoval (bezpečným podmořským kabelem) odvysílat nekódovanou rádiovou zprávu uvádějící, že odsolovací zařízení na výrobu pitné vody má poruchu. Do 24 hodin dešifranti zachytili japonskou zprávu, že „AF má nedostatek vody“. Žádnému z japonských radiooperátorů, kteří zprávu zachytili, zjevně nepřišlo podezřelé, že Američané vysílají nezašifrovanou zprávu týkající se nedostatku vody na významné námořní základně, nacházející se v přímém japonském ohrožení. To by mohlo japonské rozvědce napovědět, že se jedná o úmyslný pokus zmást nepřítele.
HYPO také dokázalo určit datum útoku na 4. nebo 5. června a poskytnout Nimitzovi kompletní bojovou sestavu japonských sil.
Japonci tou dobou měli novou kódovací knihu, ale její zavedení se odložilo, což umožnilo dešifrantům HYPA číst zprávy po několik klíčových dnů před bitvou. Nový kód, jehož prolomení trvalo několik dní, se začal používat 24. května, ale mezitím už Američané důležité informace získali ze zpráv šifrovaných starým kódem.
Výsledkem bylo, že Američané šli do bitvy s dobrou představou, kde, kdy a v jaké síle se Japonci objeví. Nimitz věděl, že se nepřítel připravil o početní výhodu rozdělením svých plavidel do čtyř samostatných operačních skupin, příliš široce rozprostřených, než aby se dokázaly navzájem podporovat. Toto rozptýlení způsobilo, že k doprovodu úderného svazu letadlových lodí zůstalo pouze několik rychlých válečných lodí, což znamenalo méně protiletadlových děl k ochraně nosičů. Nimitz si spočítal, že počty letounů na jeho třech letadlových lodích spolu s těmi na atolu Midway se zhruba vyrovnají těm na čtyřech Jamamotových letadlových lodích, především proto, že americké lodě nesly větší letecké skupiny než japonské. Naproti tomu Japonci ani po zahájení bitvy do značné míry neznali skutečnou sílu a pozici svého protivníka.

## Bitva

Pohyby hlavních sil, dle publikace Epic Sea Battles od Williama Koeniga

### Organizace japonských sil
Organizace japonského loďstva pro útok na Midway vypadala zjednodušeně takto:
- Hlavní síly pod velením taišó Jamamota. 3 bitevní lodě Jamato, Nagato a Mucu, lehká letadlová loď Hóšó (19 letounů), lehký křižník Sendai, 2 mateřské lodě hydroplánů Čijoda a Niššin (nesly trpasličí ponorky), 8 torpédoborců a 2 tankery.
- Úderný svaz letadlových lodí pod velením čúdžó Naguma. 4 letadlové lodě Akagi, Kaga, Hirjú, Sórjú (234 letounů), 2 bitevní lodě Haruna a Kirišima, těžké křižníky Tone a Čikuma, lehký křižník Nagara, 12 torpédoborců a 5 tankerů
- Okupační svaz pro Midway pod velením čúdžó Kondóa. 2 bitevní lodě Kongó a Hiei, lehká letadlová loď Zuihó (24 letadel), 8 těžkých křižníků Atago, Čókai, Mjókó, Haguro, Kumano, Sujuza, Mikuma, Mogami, 2 lehké křižníky Jura a Džincú, 2 mateřské lodě hydroplánů Čitose a Kamikawa Maru, 19 torpédoborců, 12 transportních lodí, 4 transportní torpédoborce, 6 tankerů, dílenská loď a 5000 mužů výsadku.

| 4. červen |
| - 04.30 vzlet první japonské vlny (Tomonaga) proti Midway - 04.30 10 průzkumných letounů z Yorktownu začíná hledat japonské lodě - 05.34 japonské lodi spatřeny hydroplánem Catalina z Midway - 07.10 útočí 6 Avengerů a 4 armádní B-26 z Midway - 07.40 americký svaz objeven průzkumným letounem č. 4 z Tone - 07.50 vzlétá 67 střemhlavých bombardérů, 29 torpédových bombardérů, 20 stíhaček Wildcat (Spruance) - 07.55 útočí 16 střemhlavých bombardérů námořnictva z Midway - 08.10 útočí 17 výškových B-17 z Midway - 08.20 útočí 11 bombardérů námořnictva z Midway - 08.20 letoun č. 4 z Tone hlásí „Jedno z nepřátelských plavidel se zdá být letadlovou lodí“ - 09.06 z Yorktownu vzlétá 12 torpédových bombardérů, 17 střemhlavých bombardérů, 6 Wildcatů - 09.10 Tomonagovy letouny bezpečně přistávají - 09.18 Nagumo mění kurz na severovýchod - 09.25 útočí 15 torpédových bombardérů z Hornetu - 09.30 útočí 14 torpédových bombardérů z Enterprise - 10.00 útočí 12 torpédových bombardérů z Yorktownu - 10.25 30 střemhlavých bombardérů z Enterprise útočí na Akagi a Kaga - 10.25 17 střemhlavých bombardérů z Yorktownu útočí na Sórjú - 11.00 18 střemhlavých bombardérů a 6 stíhaček vzlétá z Hirjú - 11.30 10 průzkumných letounů z Yorktownu startuje hledat zbývající japonské lodi - 12.05 první nálet na Yorktown - 13.30 Hirjú nalezena letounem z Yorktownu; 24 střemhlavých bombardérů vzlétá proti Hirjú (Spruance) - 13.31 10 torpédových bombardérů a 6 stíhaček vzlétá z Hirjú - 13.40 Yorktown opět bojeschopný, rychlost 18 uzlů - 14.30 druhý nálet na Yorktown - 15.00 Yorktown opuštěn - 16.10 Sórjú potopena - 17.00 střemhlavé bombardéry útočí na Hirjú - 19.25 Kaga potopena |
| 5. června |
| - 05.00 Akagi potopena - 09.00 Hirjú potopena |

### Počáteční letecké útoky

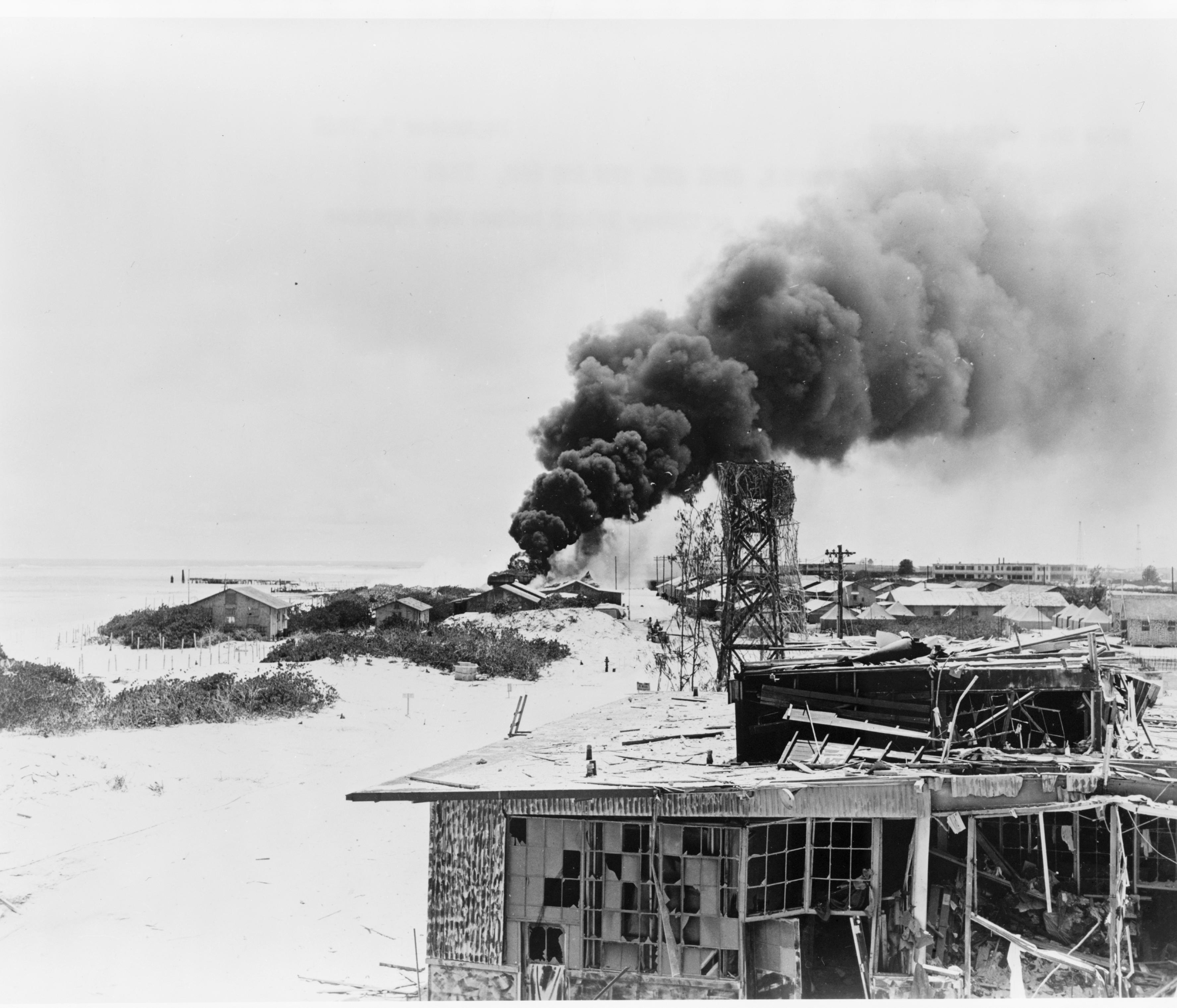
Sand Island v atolu Midway, následky japonského náletu 4. června

Asi v 9.00 dne 3. června, ENS (~ podporučík) Jack Reid, pilotující PBY-5A Catalina hlídkové eskadry amerického námořnictva VP-44, spatřil japonské výsadkové síly 500 námořních mil (930 km) západo-jihozápadně od Midwaye. Omylem identifikoval tuto skupinu jako hlavní svaz.
Ve 12.30 vzlétlo z Midwaye devět B-17E Lt. Col. (~ podplukovník) Waltera C. Sweeneyho k prvnímu leteckému útoku. O tři hodiny později našly Tanakovu transportní skupinu, jež byla součástí okupačního svazu pro Midway, 570 námořních mil (1060 km) na západ. Bombardéry shodily pumy za silné protiletadlové palby. Ačkoli jejich posádky hlásily zasažení čtyř lodí, ve skutečnosti žádná z bomb netrefila a lodě neutrpěly buď žádné nebo jen lehké poškození střepinami. Jedna B-17 byla poškozena protiletadlovou palbou. První škody utrpěly japonské lodě brzy zrána následujícího dne, kdy japonský tanker Akebono Maru kolem 01.00 zasáhlo torpédo z útočícího PBY-5A. Poškození nebylo tak vážné, aby zabránilo tankeru v další plavbě ve svazu. Jednalo se o jediný úspěšný americký letecký torpédový útok za celou bitvu.
Ve 04.30 dne 4. června zahájil Nagumo svůj první nálet na samotnou Midway, skládající se z 36 střemhlavých bombardérů D3A1 a 36 torpédových bombardérů B5N2 vyzbrojených pumami v doprovodu 36 stíhaček A6M2, pod vedením tai'i (大尉 ~ poručík) Džóiči Tomonagy. Současně vyslal osm průzkumných letadel (jedno z těžkého křižníku Tone vystartovalo o 30 minut později). Japonský průzkum měl mezery, pro adekvátní pokrytí přidělených pátracích oblastí bylo vyčleněno příliš málo letadel, splnění úkolů navíc ztěžovaly špatné povětrnostní podmínky severovýchodně a východně od operačního svazu. Současně se vzletem Nagumových bombardérů a stíhaček opouštělo Midway jedenáct Catalin, aby zahájily průzkum ve svých sektorech. V 05.34 jedna PBY ohlásila spatření dvou japonských letadlových lodí, jednu další nalezl o 10 minut později přicházející nálet.
Radar na Midwayi zachytil nepřítele ve vzdálenosti několika mil a následně z letových drah odstartovaly stíhačky. Po nich následovaly bombardéry, které osamoceně vyrazily zaútočit na japonské letadlové lodě. Jejich stíhací doprovod zůstal k obraně Midwaye. V 06.20 japonská palubní letadla americkou základnu bombardovala a těžce poškodila. Stíhačky námořní pěchoty vedené Maj. (~ major) Floydem B. Parksem, sestávající ze šesti F4F-3 a 20 F2A-3, se postavily Japoncům do cesty. Utrpěly přitom těžké ztráty, i když se jim podařilo sestřelit čtyři B5N a jeden A6M. Během prvních několika minut byly sestřeleny dva F4F a 13 F2A a většina přeživších amerických letadel poškozena, přičemž pouze dvě zůstala bojeschopná. Intenzivní a přesná americká protiletadlová palba zničila další tři japonská letadla a mnoho dalších poškodila.
Ze 108 japonských letadel zapojených do tohoto útoku bylo 11 ztraceno (včetně tří, které nouzově přistály na vodě), 14 poškozeno těžce a 29 lehce. Počáteční japonský útok nedokázal Midway neutralizovat: americké bombardéry mohly stále používat letiště k doplnění paliva a útokům na japonské invazní síly a většina pozemních obranných instalací zůstala neporušená. Japonští piloti hlásili Nagumovi, že pokud se mají invazní jednotky vylodit 7. června, bude nutné proti Midwayi provést druhý letecký útok.
Americké bombardéry, které z Midwaye odstartovaly před japonským náletem, podnikly na japonský úderný svaz několik útoků. Patřilo mezi ně šest TBF-1 Avengerů, detašovaných na Midway z eskadry VT-8 Hornetu (Midwayská bitva byla bojovým debutem jak VT-8, tak i samotného typu TBF). Dále 241. průzkumná-bombardovací eskadra námořní pěchoty (VMSB-241), skládající se z 11 SB2U-3 a 16 SBD, plus čtyři armádní B-26 vyzbrojené torpédy z 18. průzkumné a 69. bombardovací eskadry a 15 B-17 z 31., 72. a 431. bombardovací eskadry. Japonci tyto útoky odrazili, ztratili přitom tři stíhačky a sestřelili pět TBF, dva SB2U, osm SBD-2 a dvě B-26. Mezi padlými byl Maj. Lofton R. Henderson z VMSB-241, zabitý při vedení své nezkušené eskadry Dauntlessů do akce. V srpnu 1942 po něm bylo pojmenováno letiště na Guadalcanalu.
Jeden B-26, pilotovaný 1st Lt. (~ nadporučík) Jamesem Murim, po odhození torpéda a ve snaze najít bezpečnější únikovou cestu, zamířil směrem k Akagi, zatímco jej pronásledovaly stíhačky a protiletadlová palba, která však musela přestat střílet, aby nezasáhla vlastní vlajkovou loď. Během průletu podél Akagi ji B-26 postřelovala a přitom zabila dva muže. Další B-26, vážně poškozený protiletadlovou palbou, nevybral klesání a místo toho zamířil přímo k velitelskému můstku Akagi. Letoun, buď v pokusu o sebevražedný zásah, nebo neovladatelný v důsledku utrpěného poškození či zraněného nebo zabitého pilota, těsně minul lodní můstek s Nagumem a jeho štábem, a zřítil se do moře. Tato událost možná přispěla k Nagumovu odhodlání uskutečnit další nálet na Midway, v přímém rozporu s Jamamotovým rozkazem ponechat si záložní údernou sílu vyzbrojenou k protilodním útokům.

### Nagumovo dilema
V souladu s Jamamotovými rozkazy pro operaci MI si admirál Nagumo ponechal polovinu letadel v záloze. Jednalo se o dvě eskadry, sestávající každá ze střemhlavých a torpédových bombardérů. Střemhlavé bombardéry byly dosud nevyzbrojené (ačkoli v souladu s předpisy: střemhlavé bombardéry měly být vyzbrojovány na letové palubě). Torpédové bombardéry nesly torpéda, pro případ výskytu amerických válečných lodí.
V 07:15 Nagumo vydal rozkaz k přezbrojení rezervních letadel kontaktními víceúčelovými pumami určenými pro použití proti pozemním cílům. Rozhodnutí bylo reakcí na útoky bombardérů z Midwaye, stejně jako na doporučení velitele ranního náletu k druhému útoku. Přezbrojení probíhalo asi 30 minut, když v 07.40 opožděné průzkumné letadlo z křižníku Tone ohlásilo zpozorování velké skupiny amerických lodí směrem na východ, ale opomnělo uvést její složení. Nedávno nalezené důkazy naznačují, že Nagumo neobdržel zprávu o pozorování dříve než v 8.00.
Japonský admirál rychle zrušil svůj rozkaz vyzbrojit bombardéry trhavými pumami a nařídil, aby průzkumný letoun upřesnil složení amerického svazu. Uplynulo dalších 20 až 40 minut, než průzkumník z Tone konečně odvysílal, že „jedno z nepřátelských plavidel se zdá být letadlovou lodí“. Byla to jeden z nosičů Task Force 16. Druhá letadlová loď zůstala nezpozorována.
Nagumo se musel rozhodnout, co dál. Kontradmirál Tamon Jamaguči, velitel 2. divize letadlových lodí (Hirjú a Sórjú), mu doporučoval okamžitě udeřit se všemi dostupnými silami: 16 střemhlavými bombardéry D3A1 na Sórjú a 18 na Hirjú a polovinou připravených stíhaček letecké ochrany. Příležitost k napadení amerických lodí navíc omezoval blížící se návrat útočné vlny od Midwaye. Vracející se letadla s docházejícím palivem potřebovala rychle přistát, jinak by musela skončit v moři. Kvůli neustálému provozu na letové palubě v uplynulé hodině kvůli operacím stíhací ochrany neměli Japonci nikdy příležitost vyvézt svá rezervní letadla na letovou palubu.
Těch několik málo letadel na japonských letových palubách v době útoku byly buď obranné stíhačky, nebo v případě Sórjú stíhačky připravované k posílení letecké hlídky. Vytažení strojů na letovou palubu a jejich vyslání do vzduchu by si vyžadovalo nejméně 30 minut. Kromě toho by okamžité vyslání letadel znamenalo vrhnout do boje veškeré rezervy bez patřičné protilodní výzbroje a pravděpodobně i bez stíhací ochrany. Nagumo právě na vlastní oči viděl, jak snadno byla sestřelována útočící americká letadla nechráněná stíhačkami.
Japonská doktrína upřednostňovala útok kompletní letecké formace před vysíláním jednotlivých fragmentů, tak jak byly zrovna k dispozici. Nemaje jasno, zda objevená americká plavidla zahrnují letadlovou loď (potvrzení přišlo až v 8.20), Nagumo postupoval v souladu s doktrínou. Kromě toho další nálet letounů z Midwaye v 7.53 opět dodal váhu požadavku dalšího útoku na atol. Nagumo se nakonec rozhodl počkat na přistání své první útočné vlny, poté odstartovat rezervní stroje, které mezitím budou přezbrojeny torpédy.
Pozdější rozbory bitvy ukázaly, že toto rozhodnutí už na budoucí osud japonských lodí nemělo žádný vliv. Americké palubní bombardéry začaly z Fletcherových lodí vzlétat v 7.00, přičemž paluby Enterprise a Hornetu všechny letouny opustily do 07.55, u Yorktownu však teprve v 09.08. Letadla, která měla japonskému svazu uštědřit smrtící úder již tedy byla na cestě. I kdyby se Nagumo striktně nedržel platné doktríny, startu amerických palubních letadel zabránit nemohl.

### Útoky na japonské loďstvo

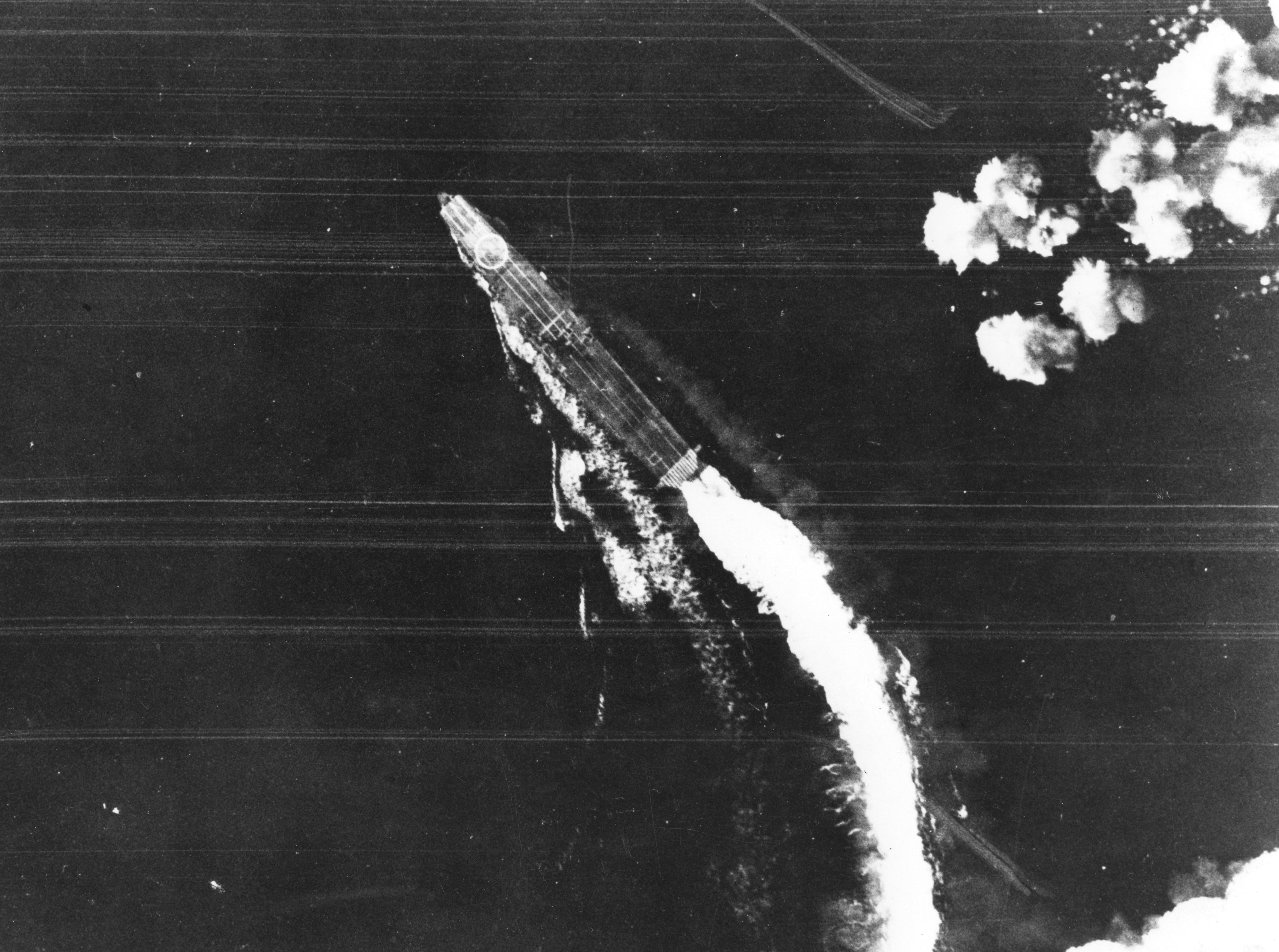
Pumy B-17 míjí Hirjú; fotografie pořízena při útoku 4. června mezi 8.00–8.30. Poblíž můstku stojí vyrovnaná šótai tří Zer. Jde o jednu z bojových leteckých hlídek vyslaných během dne.

Američané již vyslali palubní letadla proti Japoncům. Fletcher, velící celé operaci z můstku Yorktownu a těžící z ranních hlášení průzkumných Catalin o pozici nepřítele, nařídil Spruanceovi zahájit údery proti Japoncům jakmile to bude možné, ale zatím ponechat Yorktown v záloze pro případ objevení dalších japonských letadlových lodí.
Spruance usoudil, že i když jsou Japonci ještě velmi daleko, úder má šanci na úspěch a vydal rozkaz k zahájení útoku. Kapitána Milese Browninga, náčelníka Halseyho štábu, poté pověřil dopracováním podrobností akce a dohledem na vyslání letounů. Letadla potřebovala startovat proti větru, takže vzhledem ke slabému jihovýchodnímu větru by musely letadlové lodě plout plnou rychlostí směrem od japonského svazu. Browning proto navrhl posunout čas startu na 7.00, což by lodím plujícím rychlostí 25 uzlů (46 km/h) poskytlo další hodinu na přiblížení k Japoncům. Tak by se dostaly na asi 155 námořních mil (287 km) od japonské floty, pokud by zůstala na stejném kurzu. První letadlo opustilo Spruanceovy nosiče Enterprise a Hornet několik minut po sedmé hodině ranní. Fletcher na Yorktownu, čekající na návrat svých průzkumných letadel, zahájil start útočné vlny v 8.00.
Fletcher spolu s velícím důstojníkem Yorktownu, kapitánem Elliottem Buckmasterem a jejich štáby, získali v Korálovém moři z první ruky zkušenosti, potřebné k organizování a vyslání hromadného leteckého útoku. Nebyl však čas předat tyto poznatky dál na Enterprise a Hornet, které měly za úkol zahájit první úder. Spruance nařídil letadlům okamžitě po startu letět k cíli, místo aby ztrácely čas čekáním na shromáždění úderné formace, protože zneškodnění nepřátelských letadlových lodí bylo klíčem k přežití jeho vlastního operačního svazu.
Zatímco Japonci dokázali vyslat do vzduchu 108 letadel za pouhých sedm minut, trval vzlet 117 strojů z lodí Enterprise a Hornet celou hodinu. Spruance usoudil, že udeřit na nepřítele co nejdříve je důležitější než koordinovaný útok letadel různých typů a rychlostí (stíhačky, střemhlavé bombardéry a torpédové bombardéry). V souladu s tím americké eskadry vzlétaly po částech a směřovaly k cíli v několika různých skupinách. Bylo jasné, že nedostatečná koordinace omezí důraz útoků letadel a zvýší jejich ztráty. Spruance však kalkuloval, že výhody převyšují riziko, protože udržování Japonců pod tlakem neustálých leteckých útoků naruší jejich schopnost zahájit protiútok (japonská taktika preferovala údery plnou a zkoordinovanou silou). Vsadil na to, že zastihne Nagumovy lodě v okamžiku, kdy budou jejich letové paluby nejzranitelnější.

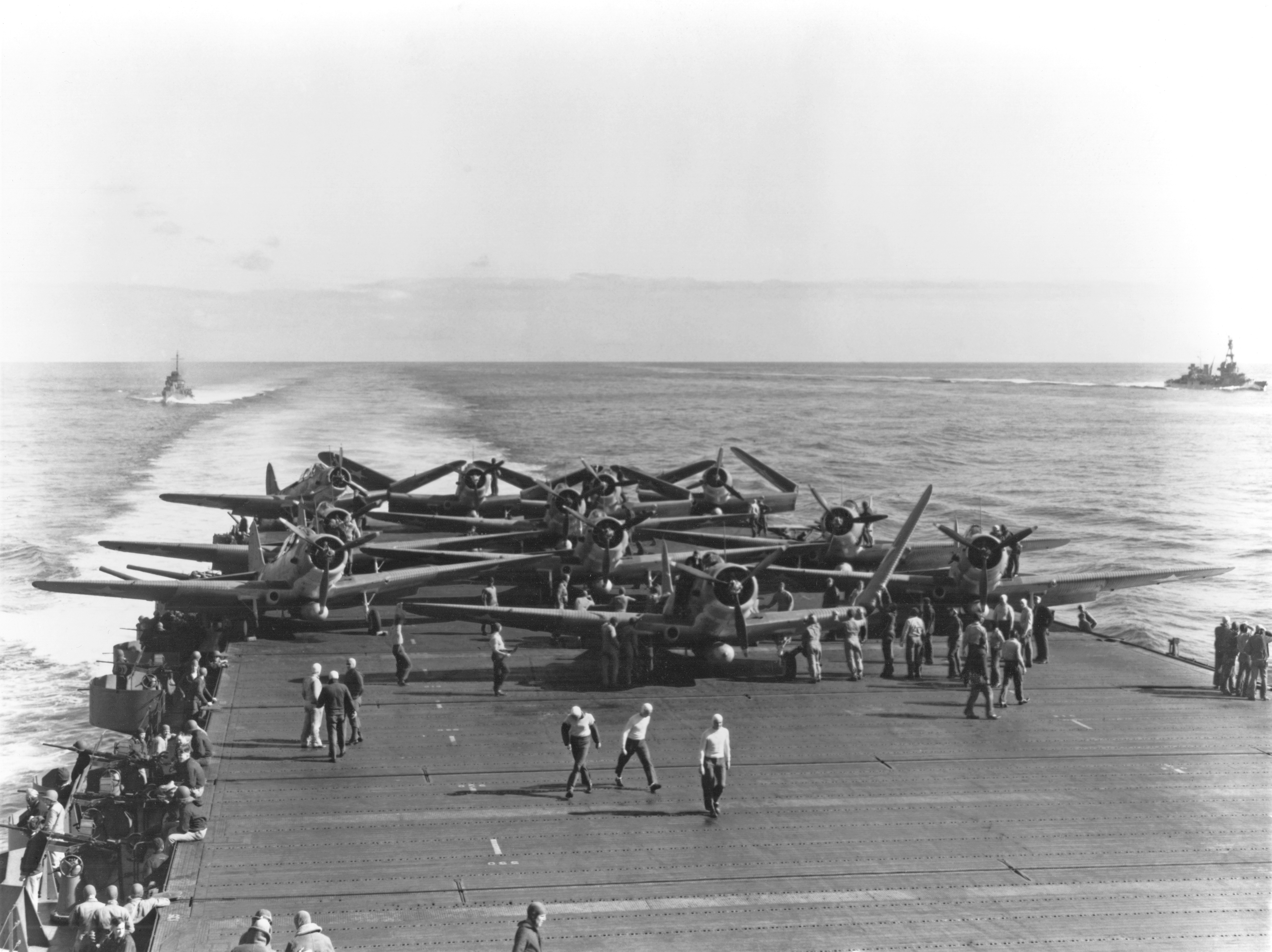
Devastatory VT-6 připravované ke startu na palubě USS Enterprise ráno 4. června

Americká palubní letadla měla potíže najít cíle, a to navzdory tomu, že dostala jejich souřadnice. Útočná vlna z Hornetu vedená Stanhopeem C. Ringem následovala nesprávný kurz 265 stupňů namísto 240 stupňů uvedených v průzkumném hlášení. Výsledkem bylo, že střemhlavé bombardéry 8. letecké skupiny japonské letadlové lodě minuly. 8. torpédová eskadra (VT-8, z Hornetu) vedená poručíkem Johnem C. Waldronem opustila Ringovu formaci a vydala se správným směrem. Deseti Wildcatům z Hornetu došlo palivo a musely přistát na vodě.

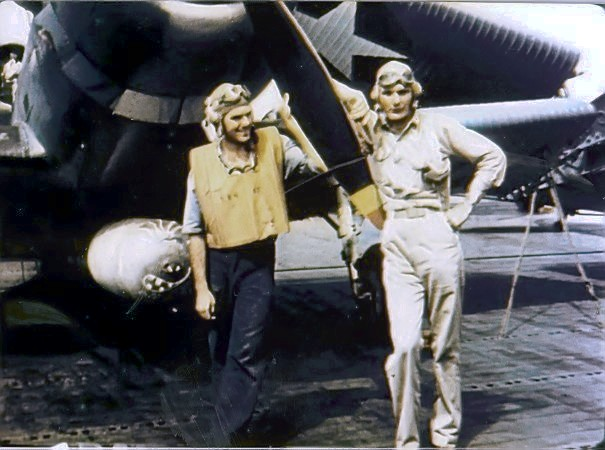
Praporčík George H. Gay (vpravo), jediný přeživší eskadry VT-8 před svým letounem TBD Devastator, 4. června 1942

Waldronova eskadra nalezla nepřátelské letadlové lodě a v 9.20 zahájila útok, následovaná v 9.40 stroji VF-6 z Enterprise, jejíž doprovodné stíhačky Wildcat s ní ztratily kontakt, vyčerpaly palivo a musely se vrátit. Bez ochrany stíhaček bylo všech patnáct Devastatorů VT-8 sestřeleno, aniž se jim podařilo způsobit jakékoli škody. Praporčík George H. Gay byl jediným, který ze třiceti mužů posádek VT-8 přežil. Než byl sestřelen, dokončil svůj torpédový útok na letadlovou loď Sórjú, ale loď se jeho torpédu vyhnula. Mezitím VT-6 vedená LCDR (komandér-poručík) Eugenem E. Lindseym ztratila devět ze svých čtrnácti Devastatorů (jeden později nouzově přistál v moři) a deset z dvanácti Devastatorů z VT-3 z Yorktownu (které zaútočily v 10.10) bylo sestřeleno bez toho, aby se za své úsilí dočkaly jediného úspěšného zásahu. Podíl na neúspěchu měla také nespolehlivost jejich torpéd Mark 13. Midwayská bitva byla posledním bojovým nasazením Devastatorů.
Japonská bojová letecká hlídka, pilotující stroje A6M2 „Zero“, si snadno poradila se špatně vyzbrojenými a bez stíhacího doprovodu letícími Devastatory. Několik Devastatorů se před svržením torpéd dokázalo dostat ke svým cílům na několik lodních délek – dostatečně blízko, aby mohly nepřátelské lodě postřelovat z palubních zbraní a přinutit japonské nosiče provádět ostré úhybné manévry – ale všechna jejich torpéda buď minula, nebo nevybuchla. Pozoruhodné je, že odpovědné činitele námořnictva a výzbrojní správy neznepokojilo, proč půl tuctu torpéd vypuštěných tak blízko japonských lodí nedosáhlo žádného výsledku. Výkon amerických torpéd v prvních měsících války byl skandální, protože jedno za druhým selhávalo, ať už podplutím cíle (hlouběji, než bylo nastaveno), předčasným výbuchem, nebo naopak když po zásahu (někdy se slyšitelným kovovým zařinčením) nedokázalo explodovat vůbec.
Přestože útoky torpédových bombardérů nezaznamenaly žádný zásah, dosáhly tří důležitých výsledků. Za prvé nutily japonské nosiče manévrovat a bránily jim tak v přípravě a startu vlastní útočné vlny. Za druhé, špatné řízení japonského leteckého hlídkování znamenalo, že stíhači byli v nevhodných pozicích pro zachycení následných amerických útoků. Za třetí, mnoha Zerům docházela munice a palivo. V 10.00 přišel od jihovýchodu třetí torpédový útok eskadry VT-3 z Yorktownu, vedený LCDR Lance Edwardem Masseyem, který velmi rychle přitáhl většinu japonské stíhací ochrany do jihovýchodního kvadrantu floty. Lepší disciplína a nasazení většího počtu Zer do leteckého hlídkování by Nagumovi bývalo mohlo pomoci zabránit (nebo alespoň zmírnit) škody způsobené nadcházejícími americkými útoky.

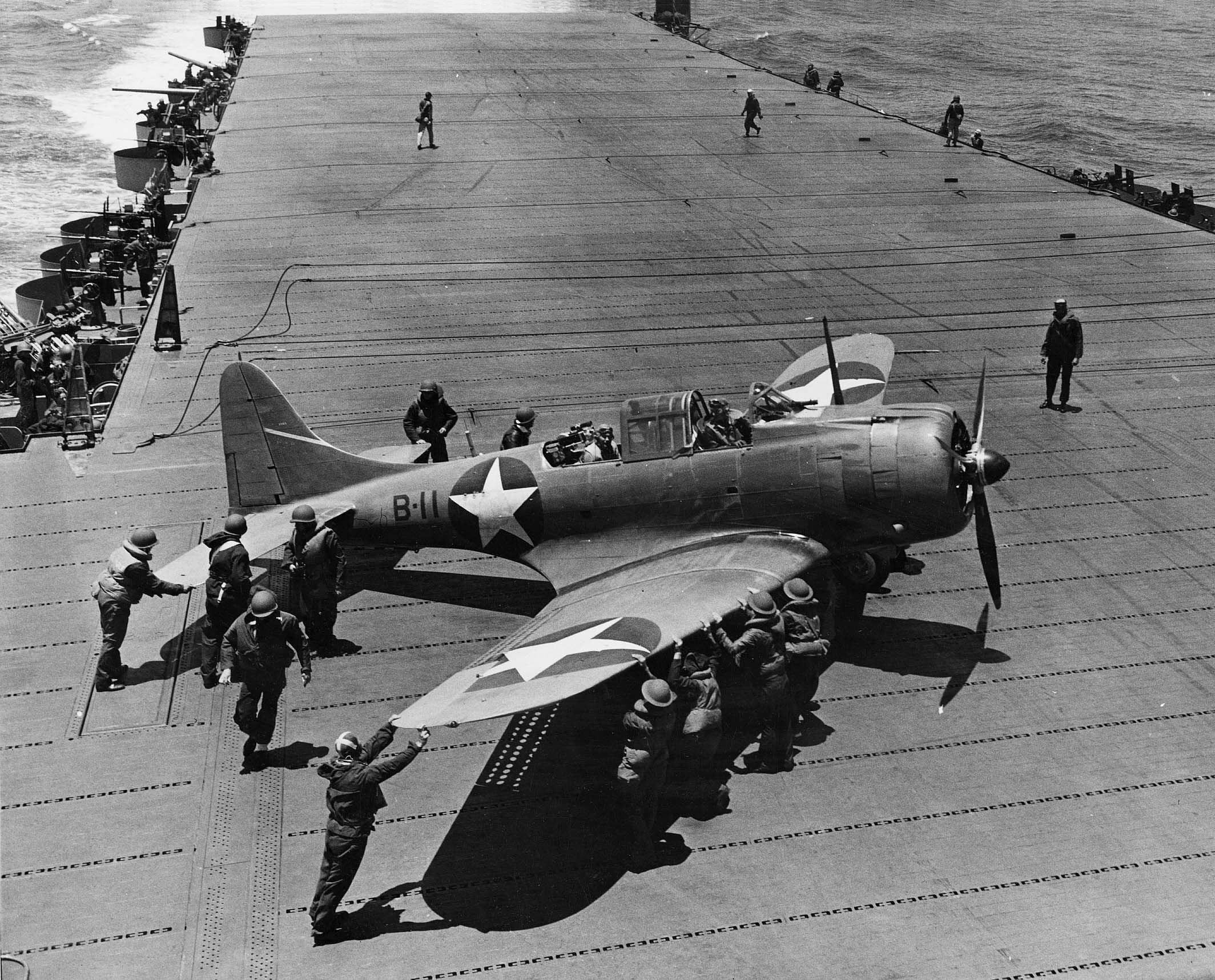
Dauntless eskadry VB-8 na palubě USS Hornet, 4. června 1942

Shodou okolností ve stejném okamžiku, kdy Japonci zpozorovali eskadru VT-3, se od jihozápadu a severovýchodu přibližovaly tři eskadry Dauntlessů z Enterprise a Yorktown. Eskadra z Yorktownu (VB-3) letěla těsně za VT-3, ale rozhodla se zaútočit z jiného směru. Oběma eskadrám z Enterprise (VB-6 a VS-6) docházelo palivo, kvůli času strávenému hledáním nepřítele. Velitel letecké skupiny C. Wade McClusky se rozhodl pokračovat v hledání a náhodou spatřil vodní brázdu japonského torpédoborce Araši. Ten spěchal plnou parou, aby se znovu připojil k Nagumovým letadlovým lodím poté, co neúspěšně napadl hlubinnými pumami americkou ponorku Nautilus, která předtím také bez úspěchu zaútočila na bitevní loď Kirišima. Několik bombardérů bylo ztraceno ještě před zahájením útoku následkem vyčerpání paliva.
McCluskyho rozhodnutí pokračovat v pátrání a jeho úsudek, podle názoru admirála Chestera Nimitze, „rozhodly o osudu našich letadlových lodí a našich sil na Midwayi…“ Všechny tři americké eskadry střemhlavých bombardérů (VB-6, VS-6 a VB-3) dorazily téměř současně ve správný čas, místo a výšku k útoku. Většina japonské letecké ochrany soustředila svou pozornost na torpédové bombardéry VT-3 a nacházela se mimo vhodnou pozici; mezitím se hangárové paluby japonských lodí zaplnily vyzbrojenými letouny, kvůli ve spěchu dokončovanému tankování se napříč palubami táhly palivové hadice a opakované přezbrojování zavinilo, že se kolem hangárů povalovaly bomby a torpéda, místo aby byly bezpečně uložené v muničních skladištích. To vše činilo japonské nosiče mimořádně zranitelnými.
Počínaje 10.22 se dvě eskadry z letecké skupiny Enterprise rozdělily, s úmyslem vyslat jednu eskadru k útoku na Kagu a druhou na Akagi. Nedorozumění způsobilo, že se obě eskadry vrhly střemhlav na Kagu. Protože si poručík Richard Halsey Best a jeho dvě čísla všimli omylu, dokázali útok přerušit a vybrat klesání. Poté, co usoudili, že Kaga je odsouzena k zániku, zamířili na sever a zaútočili na Akagi. Kaga pod náporem bomb od téměř dvou kompletních eskader utrpěla nejméně čtyři přímé zásahy, které způsobily těžké škody a propuknutí několika požárů. Jedna z bomb dopadla na můstek nebo přímo před něj a zabila kapitána Džisaku Okadu a většinu vyšších důstojníků lodi. Poručík Clarence E. Dickinson, který byl součástí McCluskyho skupiny, vzpomínal:

Šli jsme dolů ze všech směrů na levobok lodi … identifikoval jsem ji jako Kaga; a byla ohromná … Cíl byl naprosto uspokojivý … Spatřil jsem zásah bomby těsně za místem, kam jsem mířil … Sledoval jsem, jak se paluba kroutí a rozevírá na všechny strany a odhaluje velkou část hangáru pod ní… Viděl jsem [svou] pětisetliberní bombu [230 kg] dopadnout přímo vedle ostrova [letadlové lodi]. Dvě stoliberní [45 kg] bomby spadly na přední část paluby mezi zaparkovaná letadla … 

O několik minut později se Best a jeho dvě čísla vrhli na Akagi. Micuo Fučida, japonský pilot, který vedl útok na Pearl Harbor, byl přítomen na Akagi v době jejího zásahu a útok popsal:

Hlídka zakřičela: „Bombardéry!“ Vzhlédl jsem a uviděl tři černé nepřátelské letouny, řítící se z nebe na naši loď. Pár našich kulometů na ně dokázalo vystřelit několik zběsilých dávek, ale bylo už příliš pozdě. Bachraté siluety amerických Dauntlessů se rychle zvětšovaly a poté náhle zpod jejich křídel vyklouzla spousta děsivých temných předmětů.

Přestože Akagi utrpěla pouze jeden přímý zásah (téměř jistě pumou poručíka Besta), ukázal se jako smrtelný: bomba zasáhla okraj palubního výtahu ve středolodí a pronikla na horní hangárovou palubu, kde vybuchla mezi vyzbrojenými a natankovanými letadly okolo. Náčelník Nagumova štábu, Rjúnosuke Kusaka, si vybavil „strašlivý požár … všude těla … letadla stála ocasem vzhůru, chrlila líté plameny a mraky černého dýmu, dostat požáry pod kontrolu bylo nemožné.“ Další bomba explodovala pod vodou těsně za zádí; následný gejzír ohnul letovou palubu vzhůru „do groteskních tvarů“ a silně poškodil kormidlo.
Současně eskadra VB-3 z Yorktownu, pod velením Maxe Leslieho, zaútočila na Sórjú. Dosáhla nejméně tří přímých zásahů, které způsobily rozsáhlé škody. Vznícený benzín vytvořil ohnivé inferno, zatímco všude vybuchovaly uložené pumy a munice. VT-3 si vybrala za cíl Hirjú, plující mezi Sórjú, Kagou a Akagi, nepodařil se jí však žádný zásah.
Během šesti minut se Sórjú a Kaga ocitly v plamenech od přídě po záď, s tím jak požáry postupovaly lodí. Akagi, kterou zasáhla pouze jedna puma, trvalo zapálení déle, ale vzniklé požáry se rychle rozšířily a brzy se ukázaly jako neuhasitelné; i ji nakonec pohltily plameny a musela být opuštěna. Nagumo, začínající si uvědomovat nesmírný rozsah toho, co se právě dělo, zřejmě upadl do šoku. Svědci ho viděli, jak stojí poblíž lodního kompasu a jakoby v transu zírá do plamenů stravujících jeho lodě. Přestože jej žádali, aby opustil loď, Nagumo se nehýbal a zdráhal se Akagi opustit, mumlaje: „Ještě není čas.“ Kontradmirál Kusaka ho dokázal přesvědčit, aby opustil svou kriticky poškozenou vlajkovou loď. Sotva znatelným přikývnutím a se slzami v očích svolil Nagumo k odchodu. V 10.46 admirál přenesl svoji vlajku na lehký křižník Nagara. Všechny tři letadlové lodě zatím zůstávaly na hladině, protože žádná z nich neutrpěla poškození pod čarou ponoru, kromě poničeného kormidla Akagi. Přestože si Japonci zprvu dělali naděje, že Akagi bude možné zachránit nebo alespoň odtáhnout zpět do Japonska, nakonec všechny tři nosiče opustili a potopili.

### Japonské protiútoky

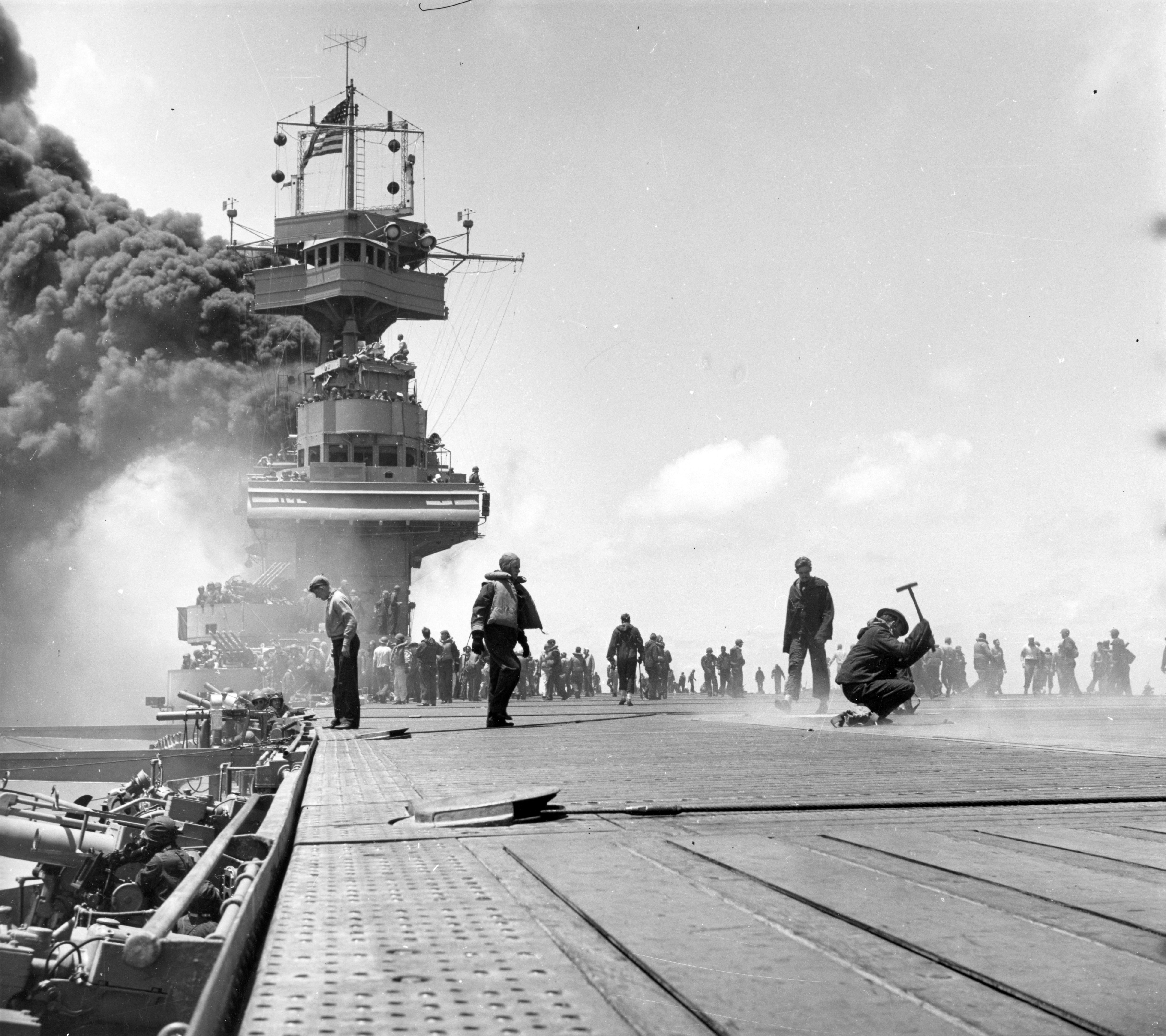
USS Yorktown, oprava škod způsobených prvním náletem z Hirjú, 4. června 1942

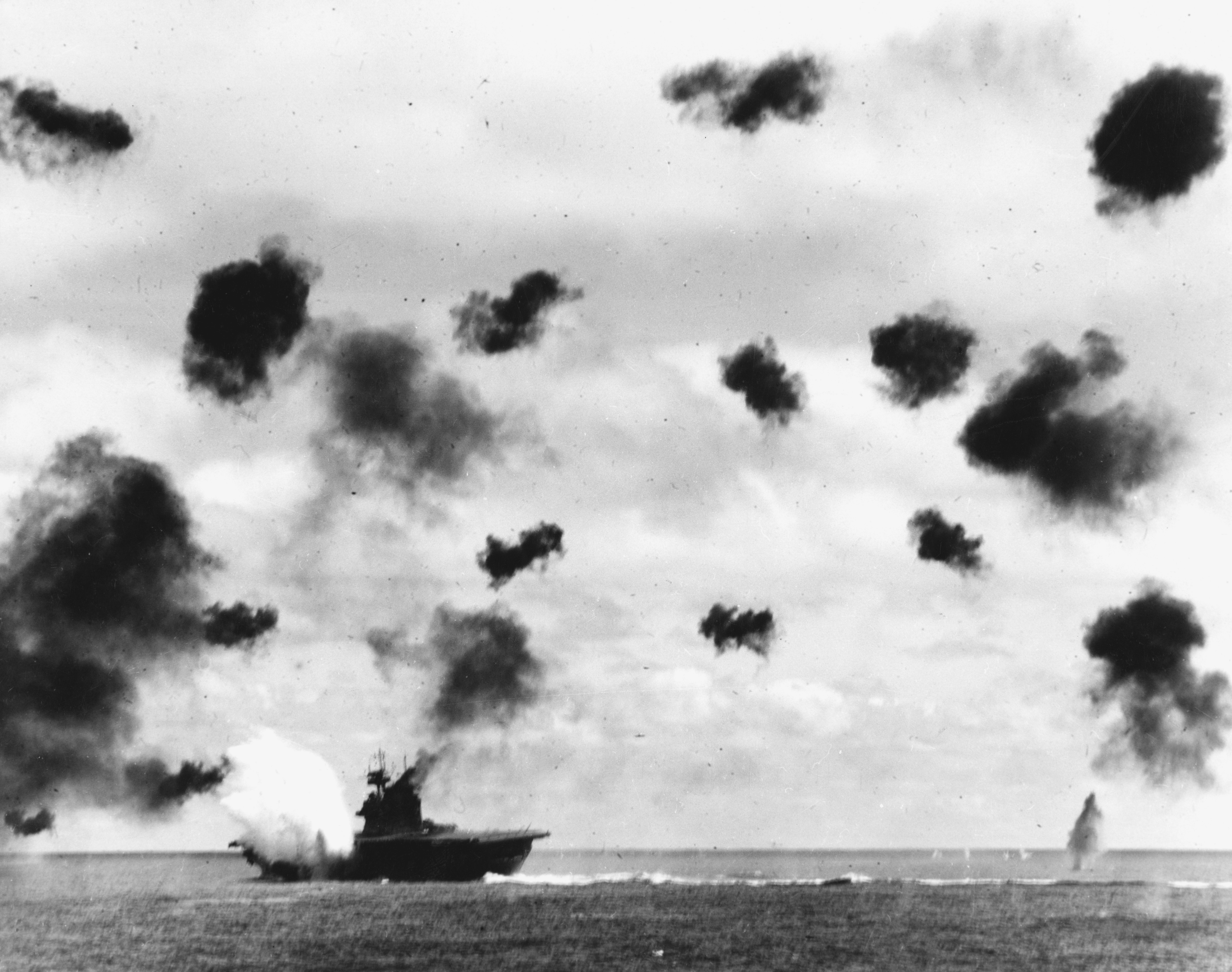
USS Yorktown zasažena torpédem během druhé vlny náletů z Hirjú

Hirjú, jediná přeživší japonská letadlová loď, bez otálení vyslala protiútok. První útočná vlna Hirjú, skládající se z 18 D3A a šesti doprovodných stíhaček, sledovala vracející se americké letadlo a zaútočila na první letadlovou loď, kterou našla – Yorktown. Zasáhla jej třemi pumami, které prorazily velký otvor v letové palubě, zhasly všechny kotle kromě jednoho a zničily jedno postavení protiletadlových děl. Poškození také donutilo admirála Fletchera přesunout své velitelství na těžký křižník Astoria. Záchranné čety dokázaly během jedné hodiny provizorně opravit letovou palubu a opětovně spustit několik kotlů, což lodi umožnilo udržet rychlost 19 uzlů (35 km/h) a dovolilo jí obnovit letecký provoz. Yorktown stáhla svou žlutou vlajku znamenající „vážná porucha“ a nahoru šla nová – „moje rychlost 5 uzlů.“ Kapitán Buckmaster nechal své signalisty vyvěsit na předním stožáru novou obrovskou (10 stop širokou a 15 stop dlouhou) americkou vlajku. Třináct japonských bombardérů a tři stíhačky byly při tomto útoku ztraceny (dvě doprovodné stíhačky se vrátily předčasně, kvůli poškození utrpěných během útoku na několik Dauntlessů z Enterprise, vracejících se z náletu na japonské lodě).
Přibližně o hodinu později dorazila k Yorktownu druhá útočná vlna z Hirjú, tvořená deseti B5N doprovázených šesti A6M; při likvidaci škod odvedla posádka lodi natolik efektivní výkon, že japonští piloti považovali Yorktown za jiný, nepoškozený nosič. Zaútočili a ochromili jej dvěma torpédy; loď ztratila veškerou energii a postupně se naklonila o 23 stupňů na levobok. Při tomto útoku bylo sestřeleno pět torpédových bombardérů a dvě stíhačky.
Zprávy o dvou úderech spolu s mylnými hlášeními, že každý potopil americkou letadlovou loď, Japoncům značně pozdvihly morálku. Několik málo přeživších letadel postupně přistálo na Hirjú. I přes velké ztráty Japonci věřili, že dokážou shromáždit dostatek letadel na další úder proti, jak věřili, poslední zbývající americké letadlové lodi.

### Americký protiútok
Pozdě odpoledne průzkumné letadlo z Yorktownu nalezlo Hirjú, což přimělo Enterprise vyslat poslední vlnu 24 střemhlavých bombardérů (včetně šesti SBD z VS-6, čtyř SBD z VB-6 a 14 SBD z VB-3 Yorktownu). Navzdory tomu, že Hirjú bránilo silné stíhací krytí více než tuctu Zer, byl útok bombardérů Enterprise a osiřelého letadla Yorktownu startujícího z Enterprise úspěšný: Hirjú zasáhly čtyři bomby (možná pět), které ji zanechaly v plamenech a neschopnou leteckého provozu. Útočná vlna z Hornetu, která odstartovala pozdě kvůli chybě v komunikaci, se soustředila na zbývající doprovodné lodě, avšak nepodařilo se jí docílit žádného zásahu.

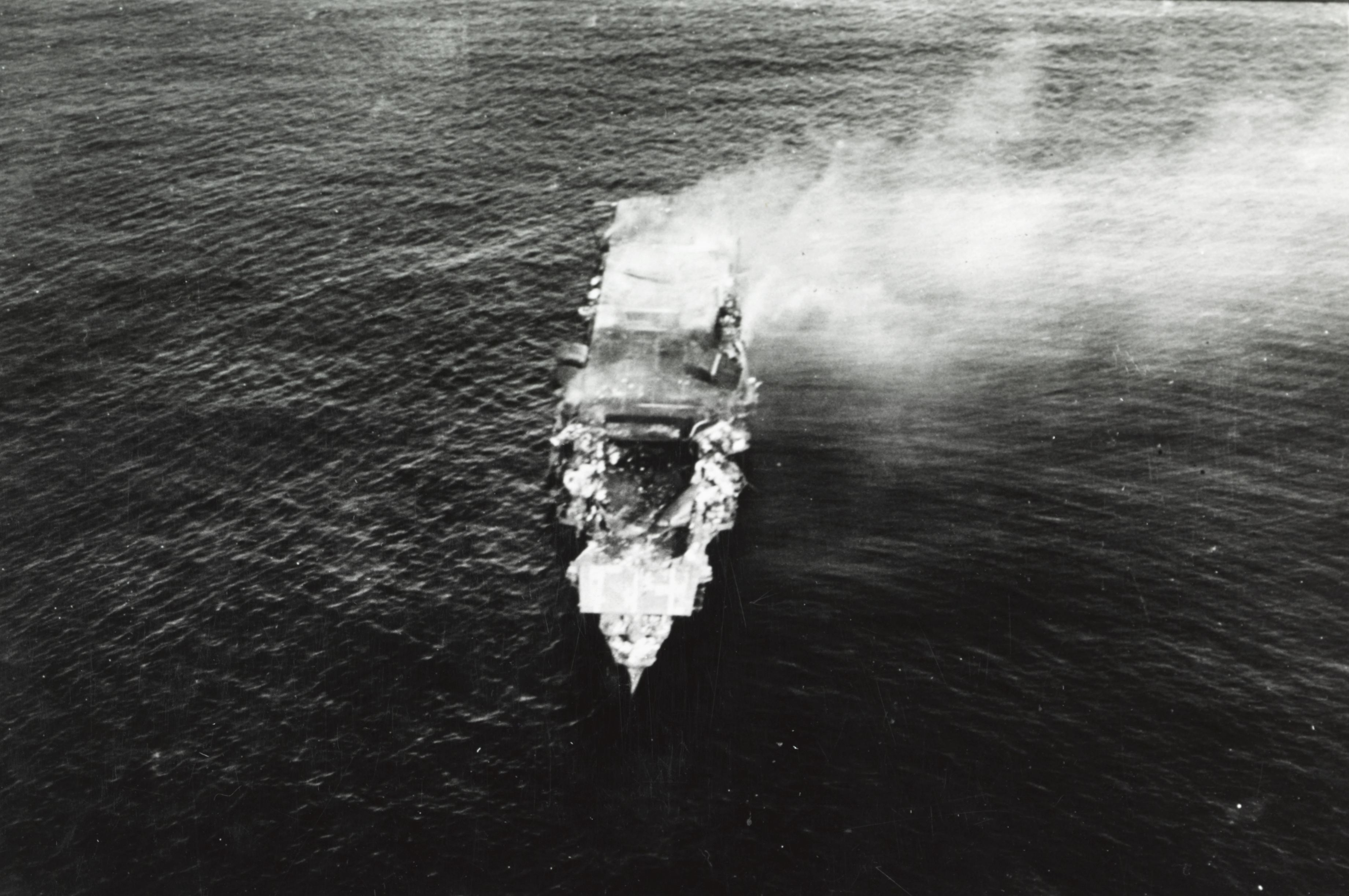
Opuštěná Hirjú ráno 5. června. Pohled od přídě na zhroucenou letovou palubu nad předním hangárem. Fotografie pořízená letounem Jokosuka B4Y z letadlové lodi Hóšó

Po marných pokusech zvládnout požáry byla většina zbývající posádky Hirjú evakuována a zbytek floty pokračoval v plavbě na severovýchod, ve snaze najít americké letadlové lodě. S úmyslem hořící vrak potopit jej japonský torpédoborec zasáhl torpédem a poté rychle odplul. Hirjú se přesto držela na hladině ještě několik hodin. Druhý den ráno ji objevilo letadlo z doprovodné letadlové lodi Hóšó, což vzbudilo naději na její záchranu nebo alespoň odtažení zpět do Japonska. Brzy poté, co byla spatřena, se však Hirjú potopila. Spolu s lodním kapitánem Tomeo Kakou na ní dobrovolně zůstal také kontradmirál Tamon Jamaguči, čímž Japonsko přišlo o možná nejlepšího důstojníka letadlových lodí.
S příchodem soumraku začaly obě strany hodnotit svoji situaci a připravovat předběžné plány pro další boj. Admirál Fletcher musel opustit ochromený Yorktown, a protože usoudil, že nedokáže adekvátně velet z paluby křižníku, předal operační velení Spruanceovi. Ten si uvědomoval, že Spojené státy dosáhly velkého vítězství, ale stále si nebyl jistý, kolik sil Japoncům zůstalo, a byl odhodlán chránit Midway i své letadlové lodi. Aby pomohl svým pilotům, kteří museli překonat extrémní vzdálenost, udržoval během dne kurz směrem k Nagumovi a vytrval v něm i s příchodem noci.
Kvůli obavám z možného nočního střetu s japonskými hladinovými silami a přesvědčený, že Jamamoto stále zamýšlí provést invazi na Midway (částečně na základě nepřesného hlášení ponorky Tambor), nakonec Spruance změnil kurz na východ, aby o půlnoci obrátil zpět na západ k nepříteli. Jamamoto byl zpočátku rozhodnut pokračovat v operaci a vyslal své zbývající hladinové síly na východ hledat americké letadlové lodě. Současně vyčlenil skupinu křižníků s úkolem ostřelovat atol. Japonské lodě nedokázaly s Američany navázat kontakt, kvůli Spruanceovu rozhodnutí nakrátko se stáhnout k východu, a Jamamoto nařídil celkový ústup na západ. Pro Američany bylo štěstím, že Spruance nepokračoval v pronásledování japonských sil, protože by přišel do kontaktu s Jamamotovými bitevními loděmi, zahrnujícími i Jamato. V noční bitvě, bez pomoci letadel a vzhledem k tehdejší nadřazenosti japonského námořnictva v taktice nočních útoků, by s velmi vysokou pravděpodobností došlo ke zničení amerických letadlových lodí a křižníků.
Během následujícího dne, 5. června, se Spruanceovi nepodařilo obnovit kontakt s Jamamotovými silami, a to navzdory rozsáhlému pátrání. V pozdním odpoledni vyslal průzkumně-bojovou leteckou vlnu, která měla najít a zničit zbytky Nagumova úderného svazu. Této formaci těsně uniklo odhalení Jamamotových hlavních sil a nedokázala zasáhnout osamělý japonský torpédoborec. Úderná letadla se vracela na letadlové lodě až po setmění. Spruance nechal na Enterprise a Hornetu rozsvítit světla, aby pomohl vracejícím se pilotům s přistáním.
V noci z 5. na 6. června ve 02.15 učinila ponorka Tambor pod velením Johna Murphyho, nacházející se 90 námořních mil (170 km) západně od Midway, druhý ze dvou hlavních příspěvků ponorkových sil k výsledku bitvy, ačkoli jeho dopad silně otupil samotný Murphy. Ponorka zpozorovala několik lodí, ale Murphy ani jeho výkonný důstojník Edward Spruance (syn admirála Spruance) je nedokázali identifikovat. Murphy si nebyl jistý, zda jsou vlastní nebo nepřátelské, a neodvažoval se přiblížit, aby ověřil jejich kurz či typ, a proto pouze zaslal neurčité hlášení o „čtyřech velkých lodích“ admirálovi Robertovi Englishovi, veliteli ponorkových sil tichomořské floty (COMSUBPAC). English tuto zprávu předal Nimitzovi, který ji poté postoupil Spruancovi. Bývalého ponorkového velitele Spruance vágnost Murphyho zprávy „pochopitelně rozzuřila“, protože ho ponechala tápajícího a bez konkrétní informace, na které by mohl založit přípravy. Bez znalosti přesné pozice Jamamotova hlavního svazu (problém trvající od okamžiku prvního objevení Japonců průzkumnou Catalinou), musel Spruance předpokládat, že „čtyři velké lodě“ hlášené Tamborem představují hlavní invazní síly a tak změnil kurz, aby Japonce zablokoval a přitom zůstával 100 námořních mil (190 km) severovýchodně od Midwaye.

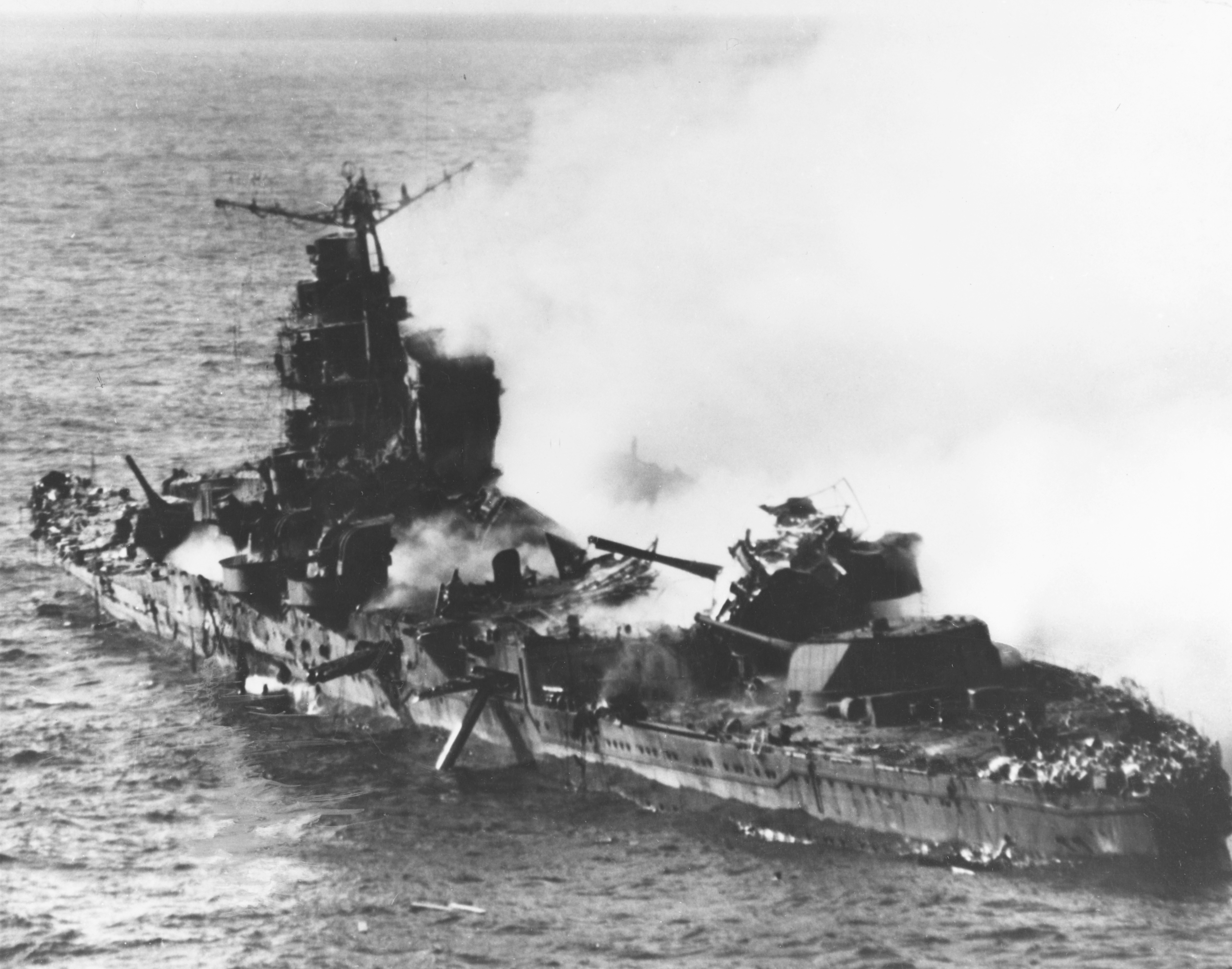
Křižník Mikuma krátce před potopením

Lodě, které Tambor spatřil, byl ve skutečnosti odřad čtyř křižníků a dvou torpédoborců, které Jamamoto vyslal ostřelovat Midway. V 02.55 tyto lodě obdržely Jamamotův rozkaz k ústupu a následně se obrátily zpět. Přibližně ve stejnou dobu, kdy došlo ke změně kurzu, spatřily Tambor. Lodě zahájily únikové manévry, aby se vyhnuly předpokládanému torpédovému útoku ponorky. Těžké křižníky Mogami a Mikuma se přitom srazily, přičemž Mogami utrpěl vážné poškození přídě. Méně poškozený Mikuma zpomalil na 12 uzlů (22 km/h), aby držel krok s poničeným Mogami. Teprve v 04.12 se rozjasnilo natolik, aby měl Murphy jistotu, že lodě jsou japonské. Tou dobou byl pobyt na hladině nebezpečný a Tambor se ponořil, aby se mohl dostatečně přiblížit do palebné pozice. Útok skončil neúspěchem a kolem 6.00 Murphy konečně vyslal hlášení o dvou křižnících třídy Mogami směřujících na západ. Tambor se znovu ponořil a v bitvě už nesehrál žádnou další roli. Mogami a Mikuma, loudající se rychlostí 12 uzlů – zhruba jednou třetinou své nejvyšší rychlosti – a na přímém kurzu, tvořily téměř dokonalý terč pro ponorkový útok. Po návratu Tamboru do přístavu Spruance zbavil Murphyho velení a převelel jej na pevninu. Odůvodnil to jeho matoucím hlášením, špatnou střelbou torpéd během útoku a celkovým nedostatkem bojové agresivity, zejména ve srovnání s Nautilem, nejstarší z 12 ponorek na Midway a jedinou, která úspěšně torpédovala nepřátelskou loď (přestože torpédo nevybuchlo).
Během následujících dvou dnů Američané vyslali několik leteckých úderů proti opozdilcům, nejprve z Midwaye, poté ze Spruanceových nosičů. Mikumu nakonec Dauntlessy potopily, zatímco vážně poničený Mogami přežil a doplul domů k opravě. Během posledního z těchto útoků byly bombardovány a ostřelovány rovněž torpédoborce Arašio a Asašio. Kapitán Richard E. Fleming, letec americké námořní pěchoty, zahynul během provádění klouzavého bombardovacího útoku na Mikumu a posmrtně obdržel Medaili cti.

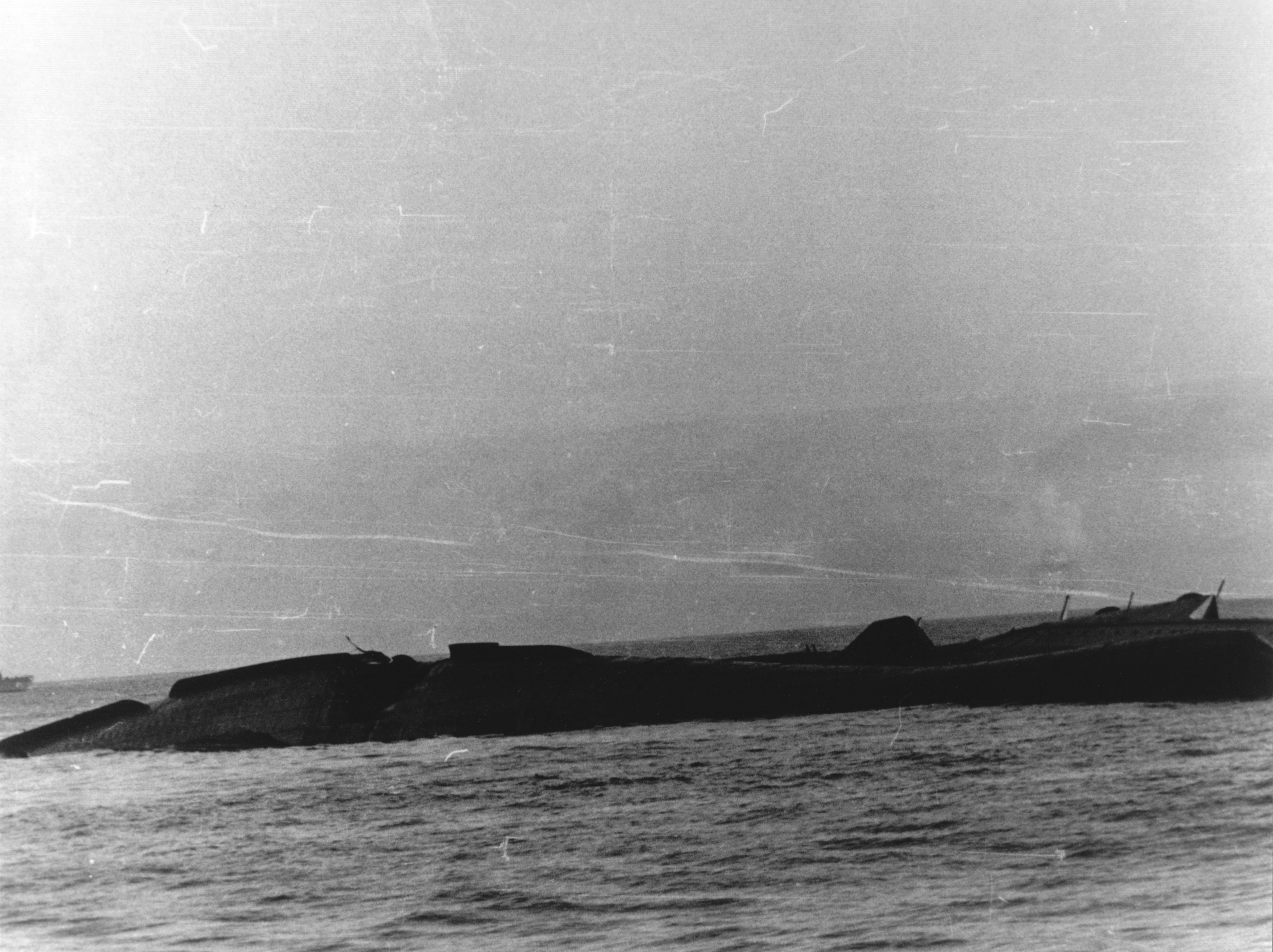
Yorktown potápějící se kýlem vzhůru, 7. června 1942. V levé polovině snímku viditelný velký otvor po zásahu torpédem I-168

Mezitím záchranné práce na Yorktownu přinášely povzbudivé výsledky a zatím nepohyblivou loď vzal do vleku oceánský remorkér USS Vireo. Pozdě odpoledne 6. června však japonská ponorka I-168 šósa (少佐 ~ komandér–poručík/korvetní kapitán) Jahači Tanabeho proklouzla kordonem torpédoborců (pravděpodobně díky spoustě trosek v okolních vodách) a vystřelila salvu torpéd, z nichž dvě zasáhla Yorktown. Na palubě letadlové lodi způsobila jen málo obětí, protože většina posádky již byla evakuována, ale třetí torpédo z této salvy zasáhlo torpédoborec USS Hammann, který zajišťoval Yorktownu dodávku elektrické energie. Hammann se rozlomil v půli a klesl ke dnu se ztrátou 80 životů, především následkem exploze svých vlastních hlubinných pum. Další záchranné práce byly považovány za beznadějné a zbývající záchranné čety Yorktown opustily. Po celou noc 6. června a ráno 7. června zůstávala loď na hladině; ale 7. června v 5.30 svědkové zaznamenali rychle rostoucí náklon na levobok. Krátce nato se loď převrátila na levý bok a odhalila torpédem způsobený otvor v pravoboku – výsledek ponorkového útoku. Americká vlajka kapitána Buckmastera stále vlála. Všechny lodě na pozdrav spustily vlajky na půl žerdi; celé jejich posádky stály na palubách v pozoru, se sejmutými čepicemi. V 7.01 se loď převrátila kýlem vzhůru a pomalu se potopila zádí napřed, s bojovou zástavou stále vlající.

## Japonské a americké ztráty
Během celé bitvy přišlo o život 3057 Japonců. Ztráty na palubách čtyř letadlových lodí byly následující: Akagi: 267; Kaga: 811; Hirjú: 392 (včetně kontradmirála Jamagučiho, který šel dobrovolně ke dnu se svou lodí); Sórjú: 711 (včetně kapitána Janagimota, který se rozhodl zůstat na palubě); celkem 2181 mužů. Dalších 792 mrtvých připadlo na těžké křižníky Mikuma (potopen; 700 obětí) a Mogami (těžce poškozen; 92 obětí).
Kromě toho byly během leteckých útoků poškozeny torpédoborce Arašio (bombardován; 35 mrtvých) a Asašio (postřelován palubními zbraněmi; 21 mrtvých). O průzkumné hydroplány přišly křižníky Čikuma (3 muži) a Tone (2 muži). Zbývajících 23 obětí tvořili padlí na palubě torpédoborců Tanikaze (11), Araši (1), Kazagumo (1) a cisternové lodi Akebono Maru (10).
Spojené státy během bitvy ztratily letadlovou loď Yorktown a torpédoborec Hammann. Bylo zabito 307 Američanů, včetně generálmajora Clarence L. Tinkera, velitele 7. letectva, který 7. června osobně vedl bombardovací nálet z Havaje proti ustupujícím japonským silám. Zahynul při havárii svého letadla poblíž ostrova Midway.

## Po bitvě

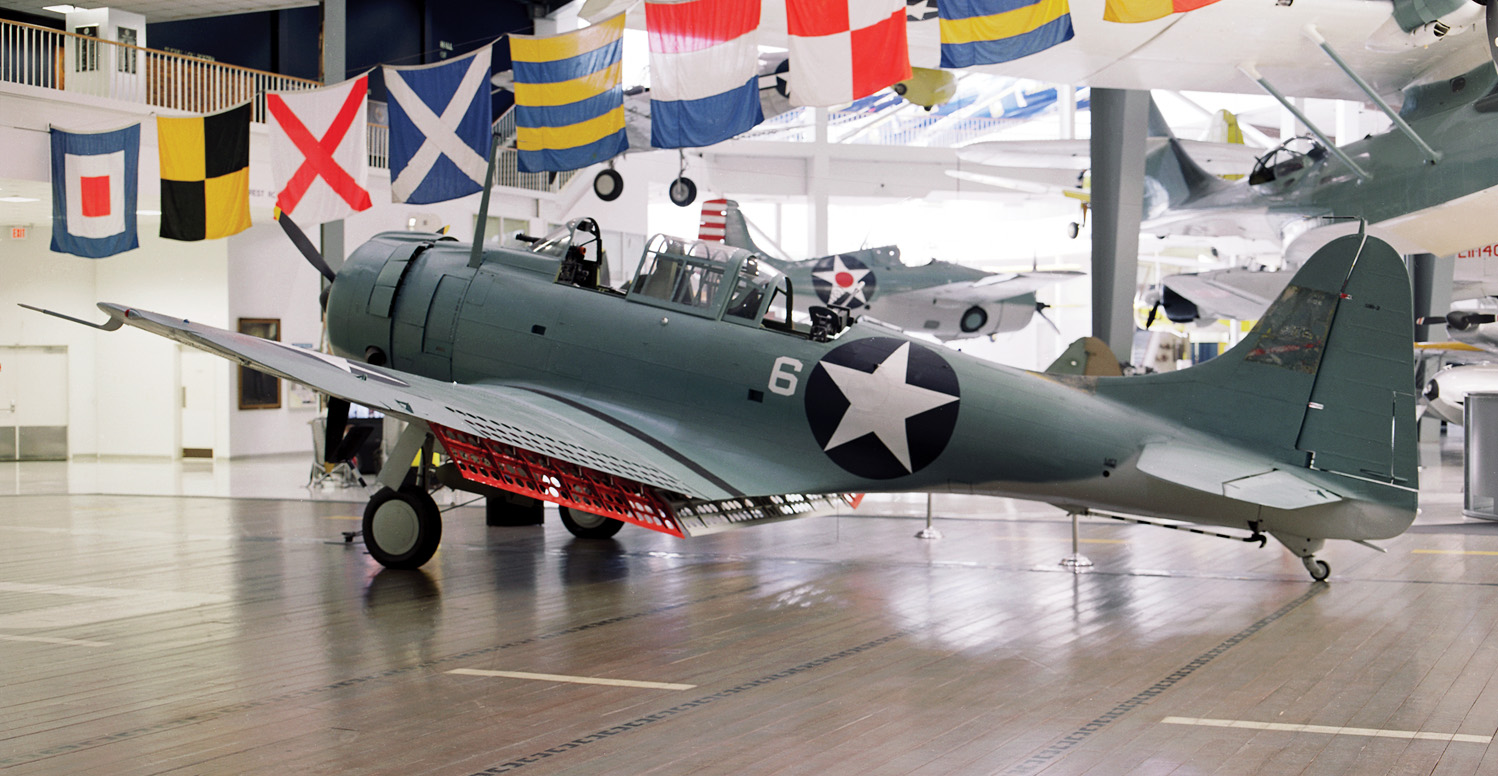
Tento SBD-2 byl jedním ze šestnácti střemhlavých bombardérů VMSB-241, vyslaných z Midwaye ráno 4. června. Po útoku na Hirjú na něm napočítali 219 děr. Renovovaný letoun se dnes nachází ve sbírkách National Naval Aviation Museum v Pensacole na Floridě.

Američané vybojovali jasné vítězství a když se další pronásledování ustupujících Japonců stalo příliš riskantním, kvůli nebezpečí leteckých útoků z blízkého ostrova Wake, otočili k návratu. Spruance se opět stáhl na východ, aby doplnil palivo na svých torpédoborcích a setkal se s letadlovou lodí USS Saratoga, která přivážela tolik potřebná náhradní letadla. Odpoledne 8. června Fletcher přenesl svou vlajku na Saratogu a znovu převzal velení nad operačním svazem. Po zbytek dne a celý následující den 9. červen Fletcher pokračoval s vysíláním pátracích letů ze všech tří nosičů, aby se ujistil, že se Japonci k Midway nevrací. Pozdě 10. června bylo rozhodnuto opustit bojovou oblast a americké letadlové lodě se nakonec vrátily do Pearl Harboru.
Historik Samuel E. Morison v roce 1949 napsal, že Spruanceho stihla značná kritika za to, že nepronásledoval ustupující Japonce, a tím umožnil jejich loďstvu uniknout. Clay Blair v roce 1975 admirálovo rozhodnutí bránil s tím, že kdyby Spruance vytrval v pronásledování, s příchodem noci by se připravil o možnost nasazení palubních letounů a jeho křižníky by podlehly Jamamotovým mocným hladinovým jednotkám, zahrnujícím i největší bitevní loď světa Jamato. Kromě toho americké letecké skupiny utrpěly značné ztráty, včetně většiny svých torpédových bombardérů. To značně snižovalo pravděpodobnost úspěchu při náletu proti japonským bitevním lodím, i kdyby se jim podařilo je zastihnout za denního světla. Kromě toho tou dobou už zůstalo Spruanceovým torpédoborcům kriticky málo paliva.
Na styčné konferenci císařských ozbrojených sil dne 10. června japonské císařské námořnictvo podalo nekompletní vylíčení výsledků bitvy. Podrobné bitevní hlášení zhotovené Čúiči Nagumem bylo vrchnímu velení předloženo 15. června. Byl určeno pouze pro nejužší kruhy velení japonského námořnictva a vlády a po celou dobu války zůstávalo přísně střeženým tajemstvím. Jedním z nejpozoruhodnějších konstatování v něm uvedených je komentář k odhadům velitele mobilního svazu (Nagumo): „Nepřítel si není vědom našich plánů (odhalili nás teprve časně zrána 5. června).“ Ve skutečnosti byla celá operace prozrazena na samém počátku, vinou rozbití japonského námořního kódu nepřítelem.
Před japonskou veřejností a velkou částí vojenské velitelské struktury byl rozsah porážky důsledně skrýván. Japonské sdělovací prostředky hlásily velké vítězství. Pouze císař Hirohito a nejvyšší velitelé námořnictva byli pravdivě informováni o ztrátách letadlových lodí a pilotů. V důsledku toho i japonská císařská armáda alespoň po nějakou dobu věřila, že loďstvo je v dobrém stavu.
Po návratu japonské floty do přístavu Haširadžima dne 14. června byli ranění okamžitě převezeni do nemocnic vojenského námořnictva. Většinu z nich zařadili jako „tajné pacienty“, umístili na zvláštní oddělení a izolovali od ostatních pacientů a jejich vlastních rodin, aby se předešlo vyzrazení velké porážky. Zbývající důstojníky a muže rychle rozptýlili mezi další jednotky námořnictva. Bez možnosti shledat se s rodinami nebo přáteli byli odesláni k jednotkám umístěným v jižním Tichomoří, kde následně většina z nich zahynula v bojích. Žádný z vlajkových důstojníků nebo štábu Spojeného loďstva nebyl potrestán a Naguma později pověřili velením rekonstituovaného svazu letadlových lodí.
V důsledku zkušeností získaných během bitvy došlo k přijetí nových směrnic, kladoucích větší důraz na tankování a zbrojení japonských letadel na letové palubě spíše než na hangárové, a byla zavedena praxe vypouštění veškerých nepoužívaných palivových potrubí. Plány nově stavěných letadlových lodí doznaly změn, týkajících se instalace pouze dvou výtahů na letové palubě a vylepšeného protipožárního vybavení. Více členů posádky se zacvičovalo v postupech zvládání škod a likvidace požárů, ačkoli pozdější ztráty letadlových lodí Šókaku, Hijó a zejména Taihó naznačují, že v této oblasti stále přetrvávaly problémy.
Kvůli potřebě co nejrychlejšího nahrazení ztracených letců došlo ke zkrácení výcvikových programů. To v důsledku vedlo k prudkému poklesu kvality nových pilotů. Tito nezkušení piloti odcházeli přímo na frontu. Veteráni, kteří přežili akce u Midwaye a Šalomounových ostrovů, museli sdílet stále rostoucí bojovou zátěž s tím, jak se situace na bojištích vyvíjela pro Japonské císařství čím dál nepříznivěji. Jen málo z nich dostalo možnost odpočinout si v zázemí nebo na domácích ostrovech. Výsledkem bylo, že se úroveň japonského námořního letectva jako celku během války postupně zhoršovala, zatímco jejich američtí protivníci se neustále zlepšovali.

### Američtí zajatci
Během bitvy byli zajati tři američtí letci: praporčík Wesley Osmus, pilot z Yorktownu; praporčík Frank O'Flaherty, pilot z Enterprise; a vrchní letecký strojník Bruno Peter Gaido, O'Flahertyho radista-střelec. Osmuse zajal torpédoborec Araši; O'Flahertyho a Gaida křižník Nagara (nebo torpédoborec Makigumo, zdroje se liší); O'Flahertyho a Gaida Japonci vyslýchali a poté je přivázali k barelům naplněným vodou a hodili přes palubu, aby se utopili. Osmuse stihl stejný osud; kladl však odpor a byl zabit požární sekerou, přičemž jeho tělo hodili přes palubu. Nagumem zhotovené hlášení stručně uvádí, že praporčík Osmus „… zemřel 6. června a byl pohřben v moři“; O'Flahertyho a Gaidovy osudy nebyly v Nagumově zprávě zmíněny. Uvedený způsob popravy praporčíka Wesleyho Osmuse zjevně nařídil kapitán Araši Watanabe Jasumasa. Ten zahynul při potopení torpédoborce Numakaze v prosinci 1943, ale pokud by válku přežil, byl by pravděpodobně souzen jako válečný zločinec.

### Japonští zajatci

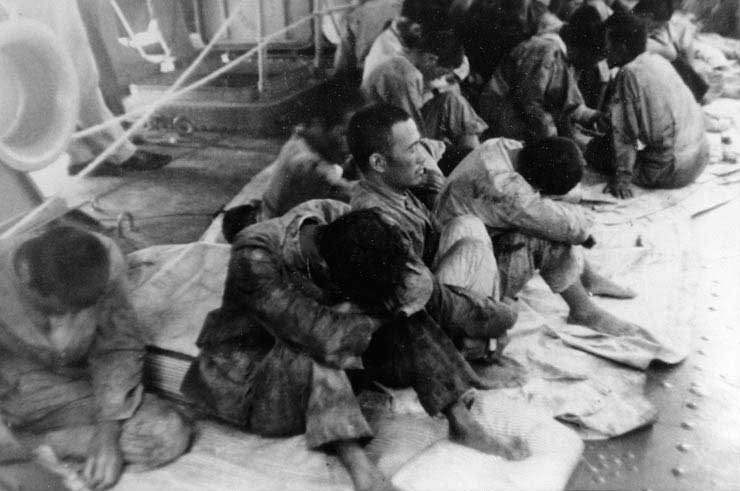
Japonští trosečníci z Hirjú na palubě USS Ballard

Dne 6. června zachránila ponorka USS Trout dva námořníky z Mikumy na záchranném voru a přepravila je do Pearl Harboru. Po lékařském ošetření nejméně jeden z těchto námořníků při výslechu spolupracoval a poskytl informace. Dalších 35 členů posádky Hirjú na záchranném člunu vyzdvihl dne 19. června torpédoborec USS Ballard poté, co si jich všimlo americké průzkumné letadlo. Byli převezeni na Midway a poté dopraveni do Pearl Harboru na transportní lodi USS Sirius.

## Dopady
Bitva o Midway se často označuje za „bod zvratu války v Tichomoří“. Bylo to první velké námořní vítězství Spojenců nad Japonskem, dosažené nad silnějším a zkušenějším protivníkem. Kdyby Japonsko vyhrálo bitvu tak jednoznačně jako Spojené státy, mohlo by se mu podařit dobýt ostrov Midway. Američanům by v Tichomoří zůstala jediná letadlová loď USS Saratoga, přitom žádný z rozestavěných nosičů by do konce roku 1942 nestihli dokončit. I když je nepravděpodobné, že by Spojené státy usilovaly o mír s Japonskem, v což Jamamoto doufal, jeho země by mohla obnovit operaci FS, tedy obsazení Fidži a Samoy. Japonci by také mohli zaútočit na Austrálii, Aljašku a Cejlon, nebo se dokonce pokusit dobýt Havaj.
Ačkoli se Japonci i nadále pokoušeli ovládnout další území a Spojené státy dosaženou rovnováhu sil přesunuly na svou stranu teprve po několika měsících tvrdých bojů, díky Midwayi získali Spojenci strategickou iniciativu. Vydláždila cestu pro vylodění na Guadalcanalu a zdlouhavé opotřebovací boje o Šalomounovy ostrovy. Díky vítězství mohli začít útočit, ještě než na konci roku 1942 vstoupila do služby první z letadlových lodí třídy Essex. Také bitvu o Guadalcanal někteří považují za bod obratu ve válce v Pacifiku.

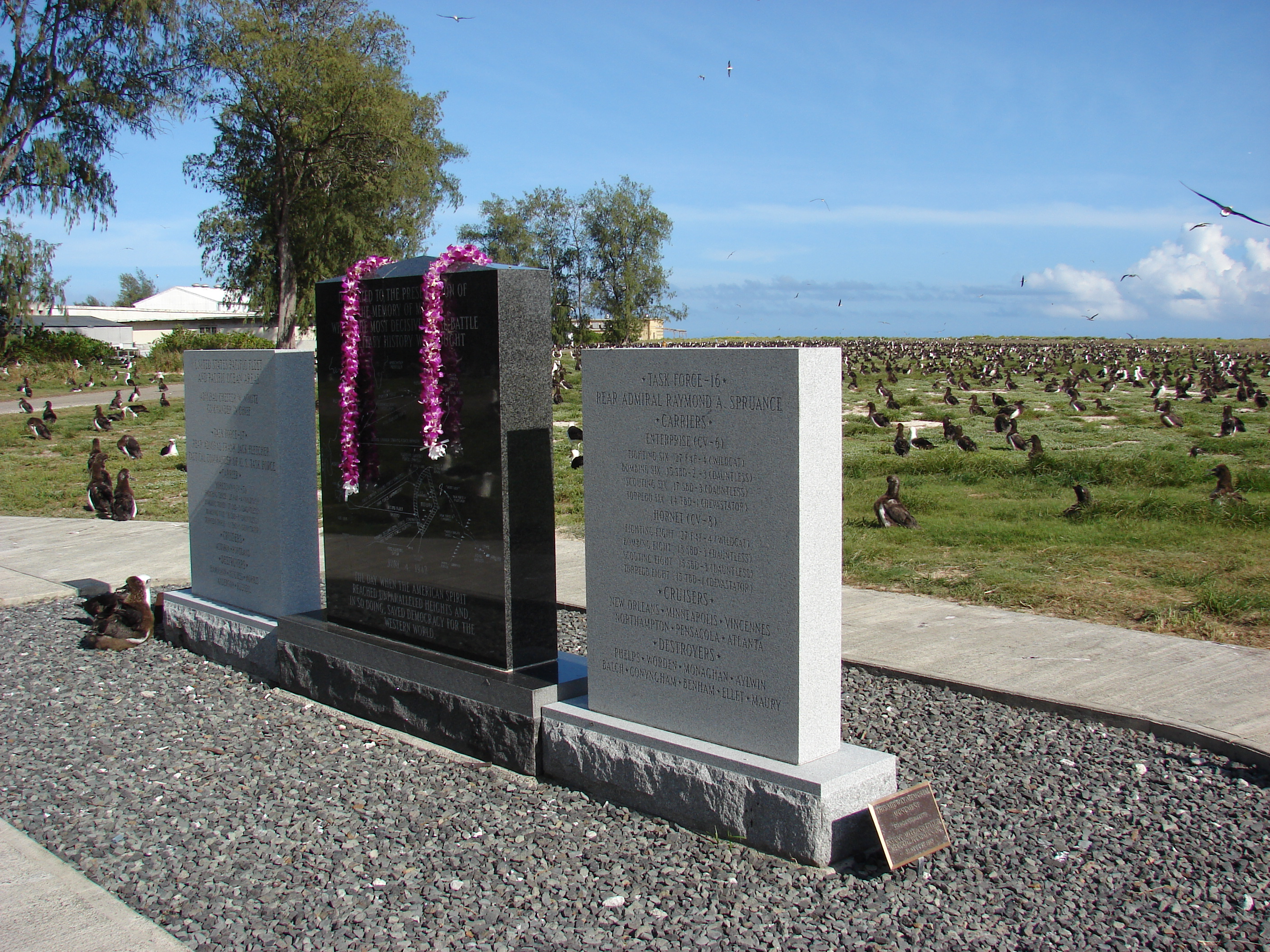
Památník bitvy na atolu Midway

Někteří dřívější autoři uváděli, že velké ztráty letadlových lodí a zkušených letců u Midwaye trvale oslabily Japonské císařské námořnictvo. Novější práce Parshalla a Tullyho tento pohled reviduje s tím, že velké ztráty zkušených leteckých posádek (110 mužů, necelých 25 % stavu letců na čtyřech letadlových lodích) nebyly zdrcující pro japonské námořní letectvo jako celek; na začátku války v Tichomoří japonské námořnictvo disponovalo 2 000 muži leteckých posádek s kvalifikací pro letadlové lodě. Ztráta čtyř těžkých letadlových lodí a více než 40 % stavu vyškolených leteckých mechaniků a techniků, plus nepostradatelného palubního leteckého personálu a zbrojířů a ztráta organizačních znalostí, které tento vysoce kvalifikovaný personál měl, přesto byly pro japonské palubní letectvo těžkou ranou. Několik měsíců po Midwayi utrpělo japonské císařské námořní letectvo podobné ztráty na životech v bitvě u východních Šalomounů a v bitvě u ostrovů Santa Cruz. Právě tyto bitvy, spolu s neustálým úbytkem veteránů v opotřebovacích bojích kolem Šalomounových ostrovů, zahájily nezvladatelný úpadek operačních schopností námořního letectva.
Po Midwayské bitvě zůstaly z původního svazu velkých letadlových lodí, které provedly útok na Pearl Harbor, pouze Šókaku a Zuikaku. Jedinou velkou lodí, která mohla rovnocenně operovat ve svazu s Šókaku a Zuikaku, byla Taihó, která však vstoupila do služby až počátkem roku 1944. Rjúdžó a Zuihó byly lehké letadlové lodě, zatímco Džunjó a Hijó, i když formálně klasifikovány jako těžké nosiče, byla druhořadá plavidla s omezenými schopnostmi. Za dobu, kterou Japonsku trvalo postavit tři nosiče, získalo americké námořnictvo více než dvě desítky těžkých a lehkých letadlových lodí a mnoho eskortních letadlových lodí. K roku 1942 ve Spojených státech již třetím rokem probíhal program výstavby lodí, zahájený zákonem Second Vinson Act z roku 1938.
Oba protivníci zrychlili výcvik posádek, ale Spojené státy využívaly efektivnější systém rotace pilotů, což znamenalo, že přežilo více veteránů, kteří pak odcházeli na pozice instruktorů nebo velitelů. Tak mohli nováčkům dále předávat své bojové zkušenosti a poznatky, místo aby zůstali na frontě, kde každá chyba mohla být fatální. Do bitvy ve Filipínském moři v červnu 1944 Japonci nasadili rekonstruované palubní letectvo, které se početně vyrovnalo původní síle, avšak řada typů již byla zastaralá a v jejich kabinách seděli převážně nezkušení a špatně vycvičení piloti.
Bitva u Midwaye také prokázala hodnotu již před válkou zahájené námořní kryptoanalýzy a sběru zpravodajských informací. Toto úsilí pokračovalo a během války expandovalo jak na tichomořském bojišti, tak i v Atlantiku. Americká zpravodajská služba dosáhla četných a významných úspěchů. Například v roce 1943 dešifrování japonské depeše umožnilo sestřelení letadla admirála Jamamota.

## Odraz v kultuře
Dokumentární filmy
- Barevný krátkometrážní dokumentární snímek Bitva o Midway režiséra Johna Forda měl premiéru v roce 1942. Vypravěči v něm popisují jak strategický význam ostrovů, tak průběh a dopad samotné bitvy.[222][223]
- National Geographic Society vyrobilo v sérii National Geographic Video dokumentární televizní film The Battle for Midway, ve kterém profesor Robert Ballard objevil vrak letadlové lodi USS Yorktown.[224][225] Film byl vydán v roce 1998 v deluxe edici na VHS a o rok později na DVD.[226]

Válečné filmy
- Bitva u Midwaye je jednou z bitev, která se objevila v americkém filmu Task Force, popisujícím vývoj amerických letadlových lodí od počátku 20. let do konce 2. světové války. Premiéra filmu, jehož tvůrcem je Delmer Daves, proběhla roku 1949.[227][228]
- V roce 1976 byl v amerických kinech uveden válečný film Bitva o Midway. Režíroval jej Jack Smight a scénář k němu napsal Donald S. Sanford.[229][230] Film se objevil také na televizních obrazovkách, a to ve speciální verzi, kterou odvysílala stanice NBC.[231][232]
- Roland Emmerich režíroval nezávislý válečný film Bitva u Midway, který měl premiéru v roce 2019.[233][234] Přestože film obdržel spíše smíšené kritiky,[235][236] byl chválen pro svou historickou přesnost.[237]

Videohry
- Capcom v roce 1987 vydal shoot 'em up arkádu 1943: The Battle of Midway, která je zasazena u atolu Midway. Hráč pilotuje stíhací letoun a musí se probojovat až k bitevní lodi Jamato, kterou má za úkol zničit.[238]
- The Battle For Midway je tahová strategie pro osobní počítače, kterou vyvinulo a v roce 1984 vydalo Personal Software Services. Hráč velí americkým námořním a vzdušným silám a má za cíl porazit japonské jednotky, aby získal kontrolu nad Midwayem.[239][240]
- Battlestations: Midway je hra, kterou vydala v roce 2007 společnost Eidos Interactive pro osobní počítače a konzoli Xbox 360. Jde o hybrid akční hry a realtimové taktiky, kde hráč plní mise od obrany Pearl Harboru až po bitvu u Midwaye. Hra má i multiplayer.[241]

Hudba
- Bitva u Midwaye je tématem písně „Midway“[242] z alba Coat of Arms švédské powermetalové skupiny Sabaton.[243][244]